# Terza guerra mitridatica
Per terza guerra mitridatica si intende l'ultima fase delle ostilità combattute dai generali romani Lucio Licinio Lucullo e Gneo Pompeo Magno, della Repubblica romana contro il regno del Ponto tra il 74 e il 63 a.C. e videro la definitiva sconfitta e morte di Mitridate VI. Per l'importanza del sovrano che la condusse contro Roma e la loro difficoltà, presero il loro nome da Mitridate VI, come in passato era capitato soltanto ad Annibale con la guerra omonima.

## Contesto storico
La prima guerra mitridatica iniziò a causa dell'espansionismo da parte di Mitridate (verso la fine dell'89 a.C.). Le ostilità si erano aperte con due vittorie del sovrano del Ponto sulle forze alleate dei Romani, prima del re di Bitinia, Nicomede IV e poi dello stesso inviato romano Manio Aquilio, a capo di una delegazione in Asia Minore. La sua avanzata proseguì, passando dalla Frigia alla Misia, e toccando quelle parti di Asia che erano state recentemente acquisite dai Romani. Poi mandò i suoi ufficiali per le province adiacenti, sottomettendo la Licia, la Panfilia, ed il resto della Ionia.
Non molto tempo dopo Mitridate riuscì a catturare anche Manio Aquilio, che egli riteneva il principale responsabile di questa guerra e lo uccise barbaramente.
Sembra che a questo punto, la maggior parte delle città della Asia si arresero al conquistatore pontico, accolto come un liberatore dalle popolazioni locali, stanche del malgoverno provinciale romano, "sottomesso" alla ristretta cerchia dei pubblicani. Rodi, invece, rimase fedele a Roma.
Non appena queste notizie giunsero a Roma, il Senato emise una solenne dichiarazione di guerra contro il re del Ponto, seppure Roma avesse da poco condotto a termine la guerra sociale contro le popolazioni italiche. Si procedette, quindi, a decretare a quale dei due consoli, sarebbe spettato il governo della provincia d'Asia, e questa toccò in sorte a Lucio Cornelio Silla.
Mitridate, preso possesso della maggior parte dell'Asia Minore, dispose che tutti coloro, liberi o meno, che parlavano una lingua italica, fossero barbaramente trucidati, non solo quindi i pochi soldati romani rimasti a presidio delle guarnigioni locali. 80000 tra cittadini romani e non, furono massacrati nelle due ex-province romane d'Asia e Cilicia (episodio noto come Vespri asiatici).
La situazione precipitò ulteriormente, quando a seguito delle ribellioni nella provincia asiatica, insorse anche l'Acaia. Il governo della stessa Atene, fu rovesciato da un certo Aristione, che poi si dimostrò a favore di Mitridate, meritandosi dallo stesso il titolo di amico. Il re del Ponto appariva ai loro occhi come un liberatore della grecità, quasi fosse un nuovo Alessandro Magno.
Il grosso delle armate romane non poté, però, intervenire in Acaia, se non ad anno inoltrato, a causa dei difficili scontri interni tra la fazione dei populares, capitanate da Gaio Mario, e quella degli optimates, condotta da Lucio Cornelio Silla. Alla fine ebbe la meglio quest'ultimo, il quale ottenne che venisse affidata a lui la conduzione della guerra contro il re del Ponto.
Con l'arrivo di Lucio Cornelio Silla in Grecia nell'87 a.C. le sorti della guerra contro Mitridate erano quindi cambiate a favore dei Romani. Espugnata quindi Atene ed il Pireo, il comandante romano ottenne due successi determinanti ai fini della guerra, prima a Cheronea, dove secondo Tito Livio caddero ben 100000 armati del regno del Ponto, ed infine ad Orcomeno.
Contemporaneamente, agli inizi dell'85 a.C., il prefetto della cavalleria, Flavio Fimbria, dopo aver ucciso il proprio proconsole, Lucio Valerio Flacco, a Nicomedia prese il comando di un secondo esercito romano. Quest'ultimo si diresse anch'egli contro le armate di Mitridate, in Asia, uscendone più volte vincitore, riuscendo a conquistare la nuova capitale di Mitridate, Pergamo, e poco mancò che non riuscisse a far prigioniero lo stesso re. Intanto Silla avanzava dalla Macedonia, massacrando i Traci che sulla sua strada gli si erano opposti.
Dopo una serie di trattative iniziali, Mitridate e Silla si incontrarono a Dardano, dove si accordarono per un trattato di pace, che costringeva Mitridate a ritirarsi da tutti i domini antecedenti la guerra, ma ottenendo in cambio di essere ancora una volta considerato "amico del popolo romano". Un espediente per Silla, per poter tornare nella capitale a risolvere i suoi problemi personali, interni alla Repubblica romana.
La seconda fase fu combattuta dal generale romano, Lucio Licinio Murena, più per ambizione che per una reale necessità della Repubblica romana e si concluse con una sconfitta romana, seppure di lieve entità.

### Casus belli

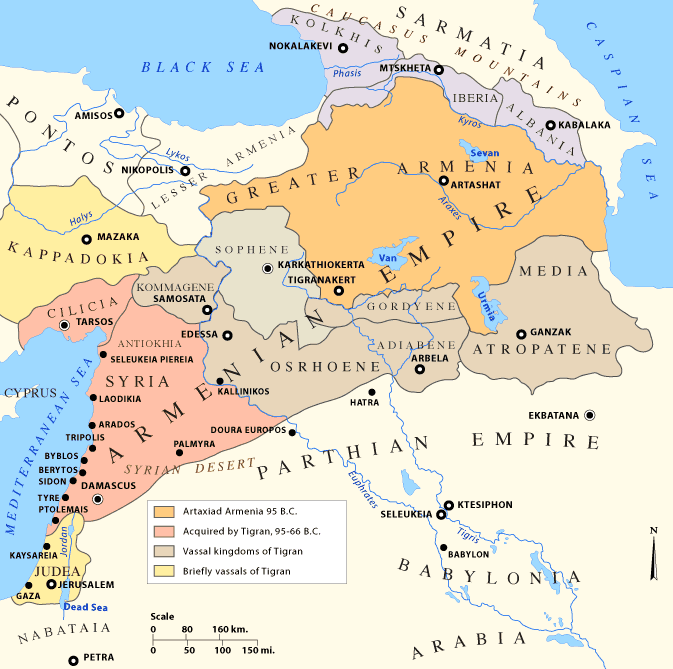
Il regno di Armenia ed i vicini stati "vassalli", nella sua massima espansione sotto la dinastia artasside, dopo le conquiste di Tigrane il Grande (dal 95 a.C. al 66 a.C.) durante le guerre mitridatiche.

Questa vittoria rafforzò però il convincimento nel re asiatico che i Romani non fossero invincibili, e la sua speranza di creare un grande regno asiatico che potesse contrastare la crescente egemonia romana nel bacino del Mediterraneo. Da qui il re prese le mosse per una nuova politica espansionistica in chiave anti-romana.
Attorno all'80 a.C. il re del Ponto decise così di tornare a sottomettere tutte le popolazioni libere che gravitavano attorno al Ponto Eusino. Nominato quindi quale generale di questa nuova impresa suo figlio Macare, si spinse alla conquista di quelle colonie greche che si diceva discendessero dagli Achei, di ritorno dalla guerra di Troia, al di là della Colchide. La campagna però si rivelò disastrosa, poiché furono perduti due contingenti armati, una parte in battaglia e per la severità del clima, un'altra in seguito ad un'imboscata. Quando fece ritorno nel Ponto, inviò ambasciatori a Roma per firmare una nuova pace.
Contemporaneamente il re Ariobarzane I di Cappadocia, mandò nuovi ambasciatori per lamentarsi che la maggior parte dei territori della Cappadocia non gli erano stati completamente consegnati da Mitridate, come promesso al termine della seconda fase della guerra. Poco dopo (nel 78 a.C.) inviò una nuova ambasceria per firmare gli accordi, ma poiché Silla era appena morto e il Senato era impegnato in altre faccenda, i pretori respinsero i suoi ambasciatori e non se ne fece nulla. Venuto a conoscenza della morte del dittatore romano, Mitridate persuase il genero, Tigrane II, re d'Armenia, a invadere la Cappadocia come se fosse una sua azione indipendente. Ma questo artificio fu notato dai Romani. Il re armeno invase il paese e trascinò via con sé dalla regione, oltre ad un grosso bottino, anche 300000 persone, che poi portò nel suo paese, di preciso nella nuova capitale, chiamata Tigranocerta (città di Tigrane), dove aveva assunto il diadema di re d'Armenia.
E mentre queste cose avvenivano in Asia, Sertorio, il governatore della Spagna, che incitava la provincia e tutte le vicine popolazioni a ribellarsi ai Romani del governo degli optimates, istituì un nuovo Senato ad imitazione di quella di Roma. Due dei suoi membri, un certo Lucio Magio e Lucio Fannio, proposero a Mitridate di allearsi con Sertorio, con la prospettiva comune che una guerra combattuta su due fronti opposti (ad Occidente, Sertorio ed a Oriente, Mitridate) avrebbe portato ad ampliare i loro domini sui paesi confinanti, in Asia come in Spagna.
Allettato da tale proposta, Mitridate inviò suoi ambasciatori a Sertorio, per valutare quali possibilità vi fossero per porre sotto assedio il potere romano, da Oriente e Occidente. Fu così stabilita tra le parti un patto di alleanza, nel quale Sertorio si impegnava a concedere al re del Ponto tutti i territori romani d'Asia, oltre al regno di Bitinia, la Paflagonia, la Galatia e il regno di Cappadocia, ed inviava anche un suo abile generale, un certo Marco Vario (forse il Mario di Plutarco), e due altri consiglieri, Magio e Fannio Lucio, per assisterlo militarmente e diplomaticamente.

## Forze in campo
Romani
Le armate romane messe inizialmente in campo e posto sotto il comando di Lucio Licinio Lucullo, ammontavano a 5 legioni, per un totale complessivo di circa 30000 fanti e 1600 cavalieri.
Pontici
Con l'aiuto dei consiglieri militari e diplomatici inviati da Sertorio, Mitridate iniziò la sua ultima e terza fase della guerra contro i Romani. Mitridate sapeva che una nuova guerra contro questi ultimi avrebbe inevitabilmente portato alla distruzione definitiva di una delle due parti. Dispose, quindi, ogni tipo di preparativo, nel modo più meticoloso possibile, poiché tutto era in gioco, compresa la sua stessa esistenza. Il resto dell'estate del 75 a.C. e l'intero inverno lo trascorse a tagliare il legname per la costruzione di nuove navi ed a distribuire 2000000 di medimni di grano lungo la costa del suo regno. Vennero, inoltre, richiesti nuovi armati alle vicine popolazioni alleate tra cui: i Calibi, gli Armeni, gli Sciti, i Tauri, gli Achei delle colonie greche del Ponto Eusino, gli Heniochi, i Leucosiri (nome che indicava gli abitanti originari del Ponto) e quelli che occupano il territorio lungo il fiume Termodonte (chiamato anche "paese delle Amazzoni"). Dall'Europa fece poi giungere altri armati tra i popoli delle tribù sarmatiche dei Basilidi e degli Iazigi, tra i Coralli, tra i Traci che abitavano lungo il Danubio, sull'Haemus ed i monti Rodopi, tra i Bastarni, la popolazione più coraggiosa di tutte . Complessivamente Mitridate riuscì a reclutare un'armata di circa 140000 fanti e 16000 cavalieri, con una grande quantità di genieri per costruire strade, servi per trasportare i bagagli e vivandieri al seguito.

## Fasi della guerra

### Invasione di Mitridate

#### 74 a.C.

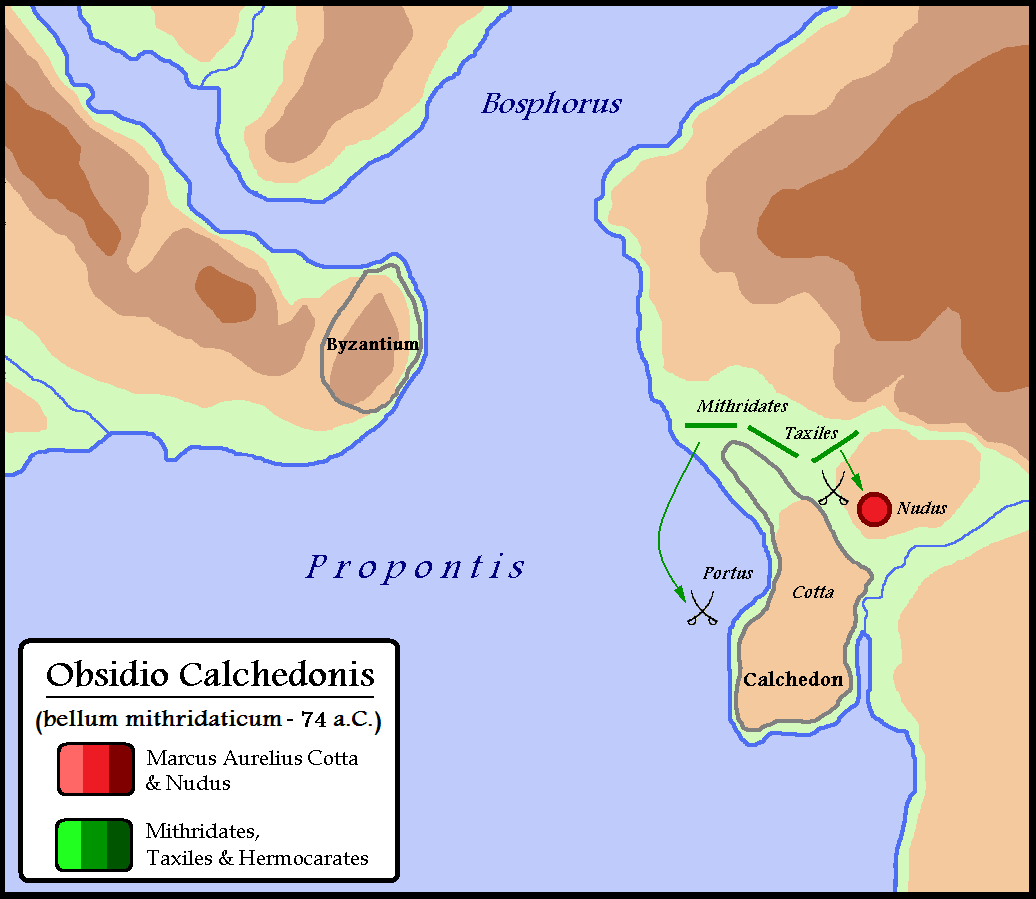
Mappa della battaglia di Calcedonia, svoltasi durante la terza guerra mitridatica (74 a.C.).

All'inizio della primavera di quest'anno, Mitridate mise alla prova la sua flotta, fece dei sacrifici a Zeus Stratius nella consueta maniera e a Poseidone, immergendo in mare un carro con cavalli bianchi. Poi si affrettò a marciare contro la Paflagonia con i suoi due generali, Tassile ed Ermocrate, al comando del suo esercito. Giunto davanti alle sue truppe fece un discorso, elogiando prima i suoi antenati ed ancora di più sé stesso; mostrando come il suo regno era divenuto grande da piccolo qual era agli inizi; e come il suo esercito non era mai stato sconfitto dai Romani, quando era stato presente. Accusò i Romani della loro avidità di potere e lussuria "al punto da aver schiavizzato l'Italia e Roma stessa"; li accusò ancora di malafede per il mancato rispetto del trattato (siglato dopo la fine della prima guerra mitridatica e ancora in corso), affermando che le reali intenzioni dei Romani non erano quelle di firmarlo, poiché pensavano già a come poterlo violare. Aggiunse che Roma stava conducendo una guerra difficile contro Sertorio in Spagna, che il mare era invaso dai pirati, e che alcuni dei loro nobili cittadini, indicando Vario e i due Lucii, erano a lui alleati e in guerra contro Roma stessa.
Poco dopo Mitridate dispose di invadere la Bitinia, divenuta da poco provincia romana, in seguito alla morte del suo re, Nicomede IV, che non aveva figli e perciò decise di lasciare il suo regno in eredità ai Romani. L'allora governatore provinciale, Marco Aurelio Cotta, uomo del tutto imbelle, non poté far altro che fuggire a Calcedonia con quante forze aveva a disposizione. E così la Bitinia tornò nuovamente sotto il dominio di Mitridate, mentre i cittadini romani accorrevano da tutte le direzioni a Calcedonia. Quando il re del Ponto giunse in prossimità della città, il proconsole romano preferì non andargli incontro, poiché era inesperto nelle questioni militari, al contrario inviò il suo prefetto navale, Nudus, con una parte dell'esercito ad occupare una posizione molto forte nella vicina pianura.
Mitridate attaccò prima l'avamposto di Nudo, costringendo quest'ultimo a ritirarsi fin sotto le porte di Calcedonia; ottenuto questo primo successo "di terra", trasferì la sua flotta fino al vicino porto della città, lo stesso giorno e ottenne una nuova vittoria navale. Sembra che né Nudo né Cotta fecero alcuna resistenza, rimanendosene chiusi tra le mura cittadine. In questo primo scontro i Romani persero circa 3000 soldati, tra cui Lucio Manlio, un uomo di rango senatorio. Mitridate al contrario perse solo 20 tra i suoi Bastarni, che erano stati i primi ad entrare nel porto.

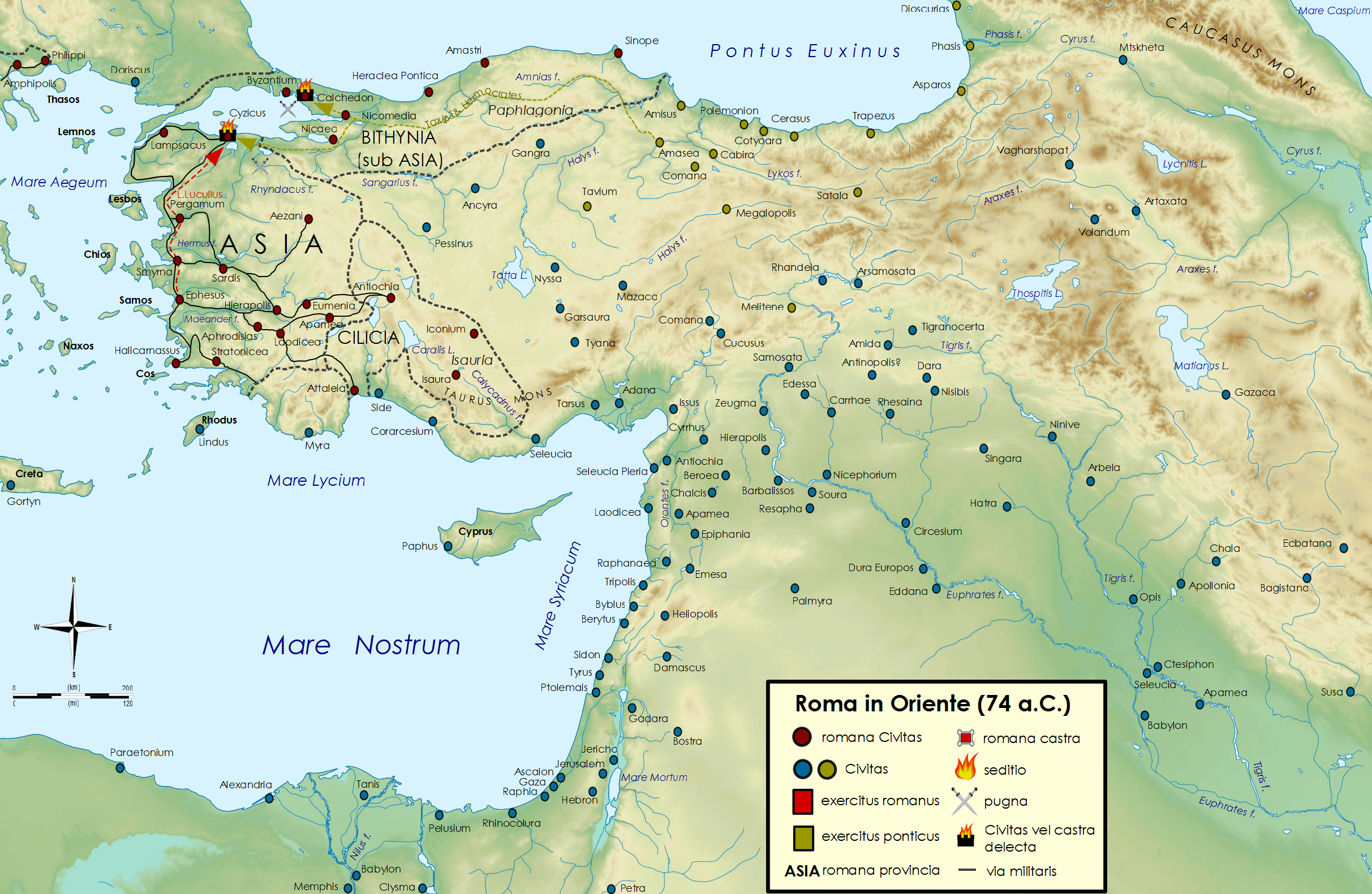
Il primo anno della terza guerra mitridatica.

Questa volta Roma riuscì a non farsi trovare impreparata. Fu scelto come generale, per questa nuova fase della guerra contro il re del Ponto, il console Lucio Licinio Lucullo, il quale portò con sé da Roma una legione, a cui si aggregarono le due di Flavio Fimbria, oltre ad altre due presenti nella regione, raggiungendo il numero complessivo di circa 30000 fanti e 1600 cavalieri. Giunto in Asia, raggiunse Mitridate, che si era accampato nei pressi di Cizico, e, appreso dai disertori che l'esercito del re contava ben 300000 uomini (tra armati ed addetti alle salmerie, ecc.) e che tutti i suoi rifornimenti giungevano sia via terra, sia via mare, decise di porre il suo castrum vicino a quello di Mitridate, ma su una collina facilmente difendibile, dove avrebbe potuto ottenere sia gli approvvigionamenti sia "tagliare" quelli del nemico. Quando Lucullo prese possesso della grande collina, fu in grado di far pervenire all'armata romana, i necessari approvvigionamenti senza difficoltà. Al contrario, Mitridate fu invece "tagliato fuori" a causa di un vicino lago, delle montagne e dei fiumi, avendo ora difficoltà ad approvvigionarsi. Si rendeva ora conto che sarebbe stato difficile battere Lucullo, il quale era in vantaggio per le asperità del terreno a lui favorevoli. Inoltre, l'inverno si avvicinava e presto si sarebbero interrotti gli approvvigionamenti via mare. Frattanto Lucullo ricordava ai suoi amici e collaboratori che si stava avverando quanto aveva previsto, che "avrebbe battuto il nemico, senza combattere".
E mentre era in atto l'assedio a Cizico da parte di Mitridate, con Lucullo certamente non spettatore inerte, sul finire dell'autunno un certo Eumaco, generale del re del Ponto, invase la Frigia e uccise una grande moltitudine di cittadini romani, comprese mogli e figli; poi soggiogò anche le popolazioni della Pisidia, dell'Isauria e della Cilicia. Infine Deiotaro, uno dei Tetrarchi della Galazia, guidò i suoi contro il generale pontico, uccidendo molti dei suoi armati.

### Campagne di Lucullo

#### 73 a.C.

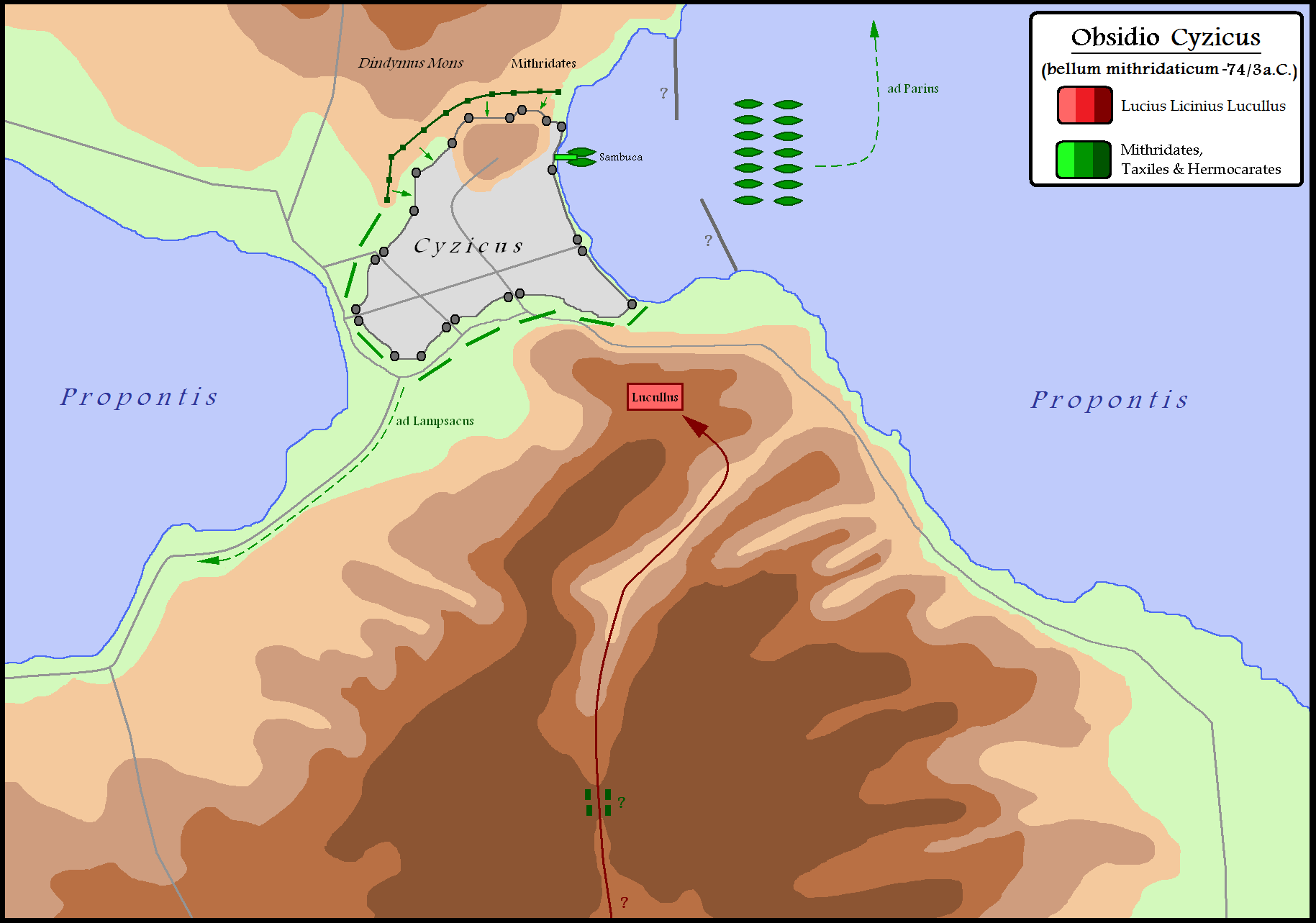
Mappa dell'assedio di Cizico.

Quando giunse l'inverno, l'esercito di Mitridate, privato dei suoi approvvigionamenti via mare, si trovò a dover soffrire la fame, tanto che alcuni soldati perirono poiché troppo indeboliti. Appiano di Alessandria racconta che alcuni di loro arrivarono persino a cibarsi delle interiora, secondo un costume barbaro, mentre altri, cibandosi di sole erbe, erano in condizioni di salute pietosa; molti cadaveri, gettati senza cura nelle vicinanze anziché sepolti, portarono una pestilenza che si aggiunse alla carestia già in atto. Tuttavia Mitridate proseguì nel suo intento di poter ancora catturare Cizico attraverso i tumuli che si estendevano giù dal monte Dindymus. Ma quando gli abitanti di Cizico riuscirono a far crollare e bruciare le macchine d'assedio poste su di loro, facendo anche frequenti sortite contro le forze del re del Ponto, sapendo che erano in grave difficoltà per la mancanza di cibo, Mitridate cominciò a pensare di abbandonare l'assedio.
Il re del Ponto inviò innanzitutto alcune navi a coloro che si erano rifugiati a Lampsaco, dove erano assediati da Lucullo, e riuscì a trarli via in salvo, insieme con gli stessi abitanti di Lampsaco. Qui decise di lasciare 10000 dei suoi migliori soldati e 50 navi sotto il comando di Marco Vario (il generale che gli era stato inviato da Sertorio), di Alessandro il Paflagone, e Dionigi l'eunuco. Poi anche Mitridate decise di fuggire di notte, dirigendosi egli stesso con la sua flotta a Pario, mentre il suo esercito lo avrebbe seguito via terra a Lampsaco. Molti, però, persero la vita attraversando l'Esepo ed il Granico, che allora era in piena e sotto l'attacco delle forze romane di Lucio Licinio Lucullo, che li aveva inseguiti. Partito quindi con il grosso delle sue forze per Nicomedia via mare, Mitridate fu colpito durante il viaggio da una terribile tempesta che distrusse molte delle sue navi. Plutarco aggiunge che il re stesso dovette la sua salvezza all'accorrere di una nave dei pirati suoi alleati. Frattanto i Ciziceni, usciti dalle mura, depredarono il campo, massacrando i malati ed i feriti rimasti. I superstiti dell'armata pontica in ritirata raggiunsero il re a Lampsaco, mentre Lucullo fu accolto dalla folla dei Ciziceni in modo trionfale. E fu così che gli abitanti di Cizico riuscirono a scampare all'assedio di Mitridate, grazie al loro coraggio, alla carestia e al sopraggiungere delle forze romane. Per questi motivi, furono istituiti giochi in onore del generale romano, celebrati in questo periodo dell'anno e chiamati Luculleani.
E mentre Lucullo era stato impegnato, in precedenza, ad assediare la città di Cizico, era riuscito a raccogliere una flotta della provincia asiatica e l'aveva distribuita tra i suoi legati. Gaio Valerio Triario salpò per Apamea che poco dopo occupò, mettendone a morte un gran numero di abitanti che si erano rifugiati nei templi cittadini. Barbato sottomise Prusa, situata alla base di una montagna, e occupò poi anche Nicea, che era stata abbandonata dalla guarnigione mitridatica. Intanto nel porto degli Achei (presso l'antica Troia), Lucullo catturava tredici navi del nemico ed il loro comandante Isodoro. Poco dopo il generale romano, raggiungeva le forze nemiche di Mario (o Vario), Alessandro e Dionigi in un'isola vicino a Lemnos (dove si trovava l'altare dell'eroe Filottete). La battaglia che ne seguì, vide ancora una volta Lucullo prevalere sulle forze mitridatiche di terra e di mare. Mario, Alessandro e Dionigi furono catturati in una grotta dove si erano nascosti. Dionigi si diede la morte con del veleno, mentre Mario fu messo a morte tra terribili insulti, poiché Lucullo non voleva avere per il suo trionfo un senatore romano, al contrario Alessandro fu tenuto in vita per questo motivo. Fatto ciò, Lucullo decise di dirigersi in Bitinia.
Frattanto Mitridate, salpato per il Ponto, fu colpito da una terribile tempesta nella quale perse circa 10000 uomini e sessanta navi, mentre il resto della flotta fu dispersa tutta intorno per il forte vento. Si racconta che abbandonò la propria nave che stava affondando, per recarsi in una più piccola imbarcazione di pirati, sebbene i suoi amici cercassero di dissuaderlo. I pirati poi lo sbarcarono a Sinope. Da quel luogo, raggiunse Amiso, da dove inviò appelli al genero, Tigrane II d'Armenia, ed a suo figlio, Macare, sovrano del Bosforo Cimerio, affinché si affrettassero ad venirgli in aiuto. Ordinò, infine, a Diocle di prendere una grande quantità di oro e altri regali nei pressi degli Sciti, ma quest'ultimo rubò l'oro e si rifugiò presso il generale romano.

#### Inverno 73/72 a.C.
Nel corso di questo inverno, Lucullo mosse le sue armate verso il fronte orientale attraverso Bitinia e Galazia, sottomettendo i territori precedentemente in mano romana e raggiungendo la pianura di Themiscyra ed il fiume Termodonte. Poco dopo raggiunse una regione assai ricca di risorse, che non aveva subito le devastazioni della guerra, e dove Appiano di Alessandria ci racconta che uno schiavo fu venduto per quattro dracme, un bue per una, mentre capre, pecore, indumenti ed altre cose in proporzione. Secondo Plutarco, invece, il generale romano fu costretto a chiedere aiuto al vicino ed alleato regno di Galazia, che gli fornì approvvigionamenti di grano grazie a 30000 suoi portatori. Lucullo pose quindi sotto assedio la città di Amisus ed Eupatoria, che Mitridate aveva costruito a fianco di Amisus, dandole il proprio nome e dove fissò la sua residenza reale.
Con un altro esercito Lucullo provvedette poi ad assediare anche Themiscyra, che prende il nome da una delle Amazzoni, e si trovava sul fiume Termodonte. Qui i Romani costruirono grandi torri, alti tumuli e scavarono gallerie talmente larghe da poterci combattere intere grandi battaglie sotterranee. Gli abitanti della città allora aprirono alcune gallerie che accedessero a questi tunnel dei Romani e vi gettarono dentro orsi ed altri animali feroci, oltre a sciami di api, contro coloro che vi stavano lavorando.
Invece i Romani che stavano assediando Amisus utilizzarono altre modalità. Qui gli abitanti li respinsero con coraggio, facendo frequenti sortite, sfidandoli anche in campo aperto, grazie anche agli ingenti aiuti che Mitridate inviò loro, tra armi e soldati, provenienti da Cabira, da dove egli stesso svernò e si apprestava a raccogliere un nuovo esercito. Qui egli riuscì a radunare ancora 40000 fanti e 4000 cavalieri.

#### 72 a.C.
Quando venne la primavera, Lucullo lasciò a Murena il compito di portare a termine l'assedio di Amiso, e marciò attraverso le montagne contro Mitridate, il quale aveva creato alcune postazioni per ostacolarne l'avanzata, grazie ad una lunga serie di torri di avvistamento, utilizzabili attraverso segnali luminosi nel caso qualcosa di importante potesse accadere. L'esercito del proconsole romano non era però soddisfatto di questa decisione, poiché Lucullo non aveva loro concesso di saccheggiare i territori appena attraversati, Amiso compresa, negando così la possibilità di un ricco bottino. Frattanto Mitridate pose un membro della famiglia imperiale, chiamato Fenice, a presiedere il comando di questo contingente avanzato. E quando Lucullo cominciò ad avvicinarsi, Fenice diede prima il messaggio con i segnali di fuoco a Mitridate, ma poco dopo si arrese a Lucullo con l'intero suo contingente a disposizione.
Lucullo, passato quindi senza difficoltà attraverso le montagne, raggiunse Cabira (nuovo quartier generale di Mitridate), sebbene fosse stato battuto in uno scontro tra cavallerie, da un contingente di Mitridate. Decise allora di tornare tra le montagne. Il suo magister equitum, un certo Pomponio, era stato ferito e preso prigioniero dalle truppe di Mitridate, il quale decise di schierare il suo esercito per diversi giorni nella pianura di fronte a Cabira, forte di 40000 fanti e 4000 cavalieri, aspettando di venire a battaglia con Lucullo, ma quest'ultimo non si mosse, costringendo Mitridate a salire egli stesso tra le montagne, per andare a stanarlo.

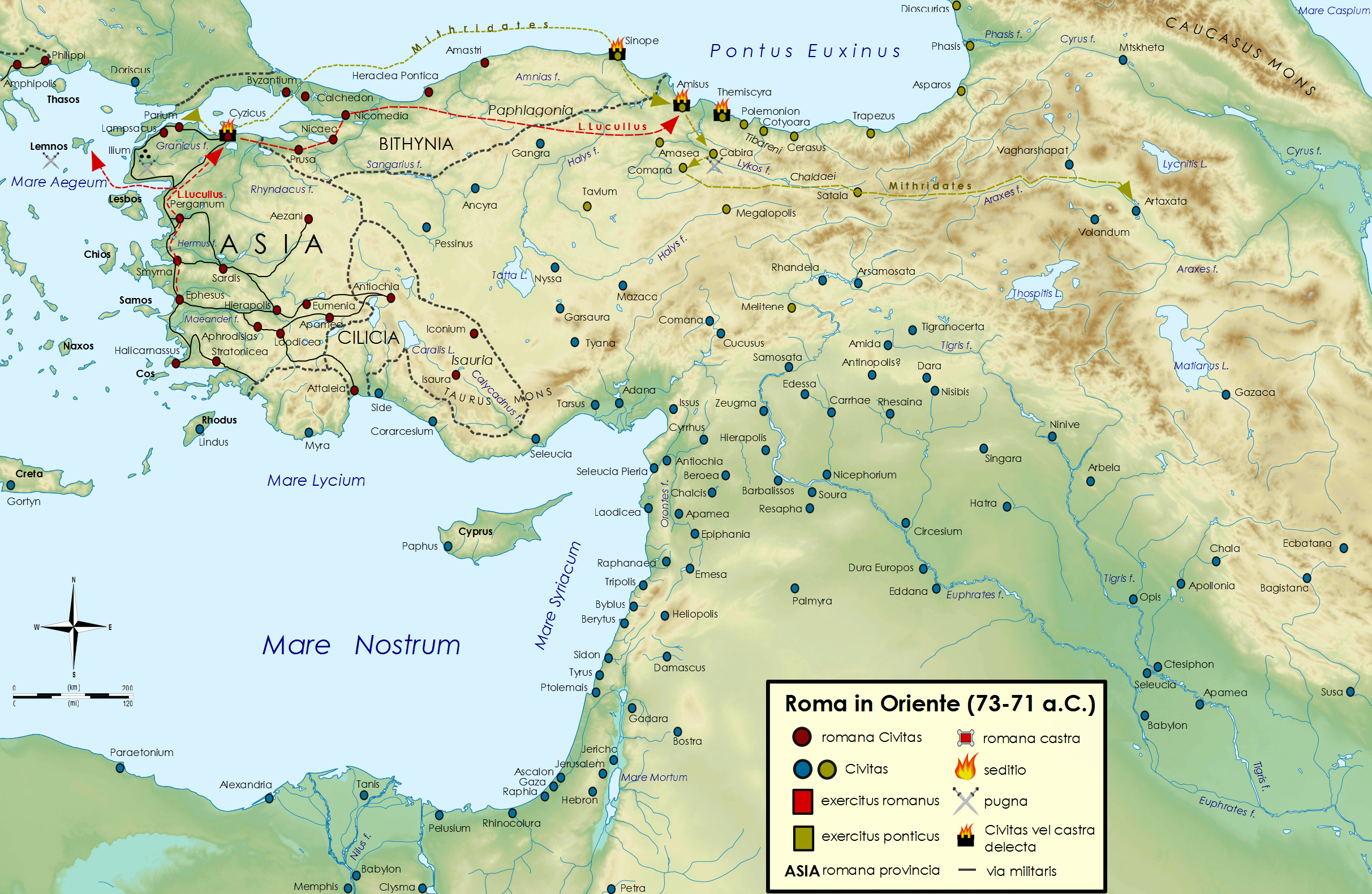
Gli anni 73-71 a.C. della terza guerra mitridatica

Lucullo esitava, infatti, a scendere in pianura dato che il nemico era molto superiore per cavalleria, ma trovò un cacciatore di nome Artemidoro, che conosceva tutti i percorsi di montagna della zona. Da questi si fece condurre attraverso una discesa tortuosa, sulla "testa" di Mitridate, evitando la pianura e la cavalleria nemica, e qui pose il proprio accampamento. Numerosi furono gli scontri preparatori allo scontro campale tra i due eserciti. Frattanto Mitridate cercava in ogni modo di tagliare gli approvvigionamenti a Lucullo. Si racconta infatti che Mitridate aveva inviato la sua cavalleria (sotto il comando di Menemaco e Mirone), la quale venne a contatto con l'avanguardia del convoglio romano, sotto il comando di un certo Adriano, in una gola stretta. La sorte volle che, se soltanto le truppe pontiche avessero atteso i Romani nella vicina pianura, i loro cavalli non sarebbero risultati così inutili in uno spazio tanto ristretto, dove i Romani organizzarono in tutta fretta uno schieramento compatto su una linea, pronti alla battaglia. Essi riuscirono, poi, a respingere l'attacco nemico, uccidendo alcuni cavalieri pontici, altri sospingendoli giù dai vicini precipizi e mettendone altri in fuga. Questi, rientrati in tutta fretta la notte stessa presso gli accampamenti di Mitridate a Cabira, ne annunciarono la grande sconfitta.
Sentito ciò, Mitridate, poiché temeva che Lucullo potesse approfittarne passando al contrattacco, cadde nel panico e decise di fuggire, comunicandolo ai suoi più fidati consiglieri, i quali senza attendere oltre il segnale convenuto, quando era ancora notte, mandarono i propri bagagli personali fuori dal campo. E quando i soldati appresero i piani di evacuazione del loro re, pieni di terrore, misto a rabbia, demolirono tutto e si precipitarono fuori dall'accampamento, disperdendosi in ogni direzione per la pianura, senza aver ricevuto alcun ordine dai loro comandanti. Quando Mitridate venne a sapere della fuga disordinata dei suoi, tentò invano di fermarli e poi si diede alla fuga anch'egli.
Quando Lucullo venne a sapere di tutti questi fatti, inviò gran parte della sua cavalleria all'inseguimento dei fuggitivi. Tito Livio parla addirittura di più di 60000 soldati pontici uccisi nel corso di questa battaglia. Si racconta infine che, un gruppo di soldati che aveva catturato lo stesso Mitridate, vedendo un mulo carico d'oro del suo seguito, impegnati a dividersi il bottino, permisero al re del Ponto di fuggire e recarsi a Comana.
Intanto il re, raggiunta Comana, trovò rifugio presso Tigrane II d'Armenia, insieme a 2000 cavalieri. Sembra però che il re armeno non lo ammise alla sua presenza, pur offrendogli una delle sue residenze imperiali, seppure in regioni paludose. Mitridate, perduto ormai il suo regno, mandò il suo eunuco Bacco (o Bàcchide) al palazzo reale, mettendo a morte le sue sorelle, mogli e concubine. Queste, con grande devozione, si uccisero con pugnali, veleni e cappi: tra queste le sorelle Rossana e Statira, due mogli della Ionia, le famiglie di Berenice da Chio e Moimé da Mileto. Plutarco racconta che l'unica a salvarsi fu una sorella del re, una certa Nissa, che fu catturata dai Romani e fu la sua salvezza. Quando i comandanti del presidio di Mitridate videro ciò, si arresero in massa a Lucullo, tranne pochi. Una volta occupata Cabira e la maggior parte delle roccaforti intorno, qui trovò grandi tesori e molti prigionieri, tra cui molti Greci.

#### 71 a.C.
Lucullo marciò contro le ultime resistenze nemiche, soggiogando Calibi e Tibareni ed occupando l'Armenia Minore. Contemporaneamente inviava a Tigrane, il cognato, Appio Claudio per chiedere la consegna di Mitridate; ed una flotta lungo la costa del Ponto, dove catturò le città di Amastris, Heraclea e altre ancora.

#### 70 a.C.
Nel corso del 70 a.C. la città di Sinope (occupata per lo più da pirati cilici, alleati di Mitridate) continuò a resistere con forza al generale romano, mentre i suoi abitanti combatterono anche per mare non senza qualche successo, ma quando furono assediati, bruciarono le navi più pesanti, si imbarcarono su quelle più leggere e se ne andarono. Plutarco sostiene che Lucullo, entrato in città, uccise 8000 Cilici. Occupata la città, quindi, la rese libera e la ripopolò. Dopo questa impresa, Lucullo si diresse su Amiso, dove era ancora in corso l'assedio della città da parte del suo legato, Murena. La città era riuscita a resistere grazie al comandante cittadino, Callimaco. L'arrivo però del proconsole, permise ai Romani di prendere possesso della città, seppure avvolta dalle fiamme date dallo stesso Callimaco. Lucullo riuscì a restaurare la città, antica colonia di Atene, ed a fornire aiuti ai suoi abitanti, rimandandoli alle loro case, dopo che erano fuggiti via mare nella stessa maniera di Sinope, e li rese anch'essi liberi, come aveva fatto per Sinope.
Contemporaneamente Lucullo entrò in rapporti di amicizia ed alleanza con uno dei figli di Mitridate, Macare, il quale era sovrano del Bosforo, e gli aveva inviato una corona d'oro del valore di 1000 pezzi d'oro.

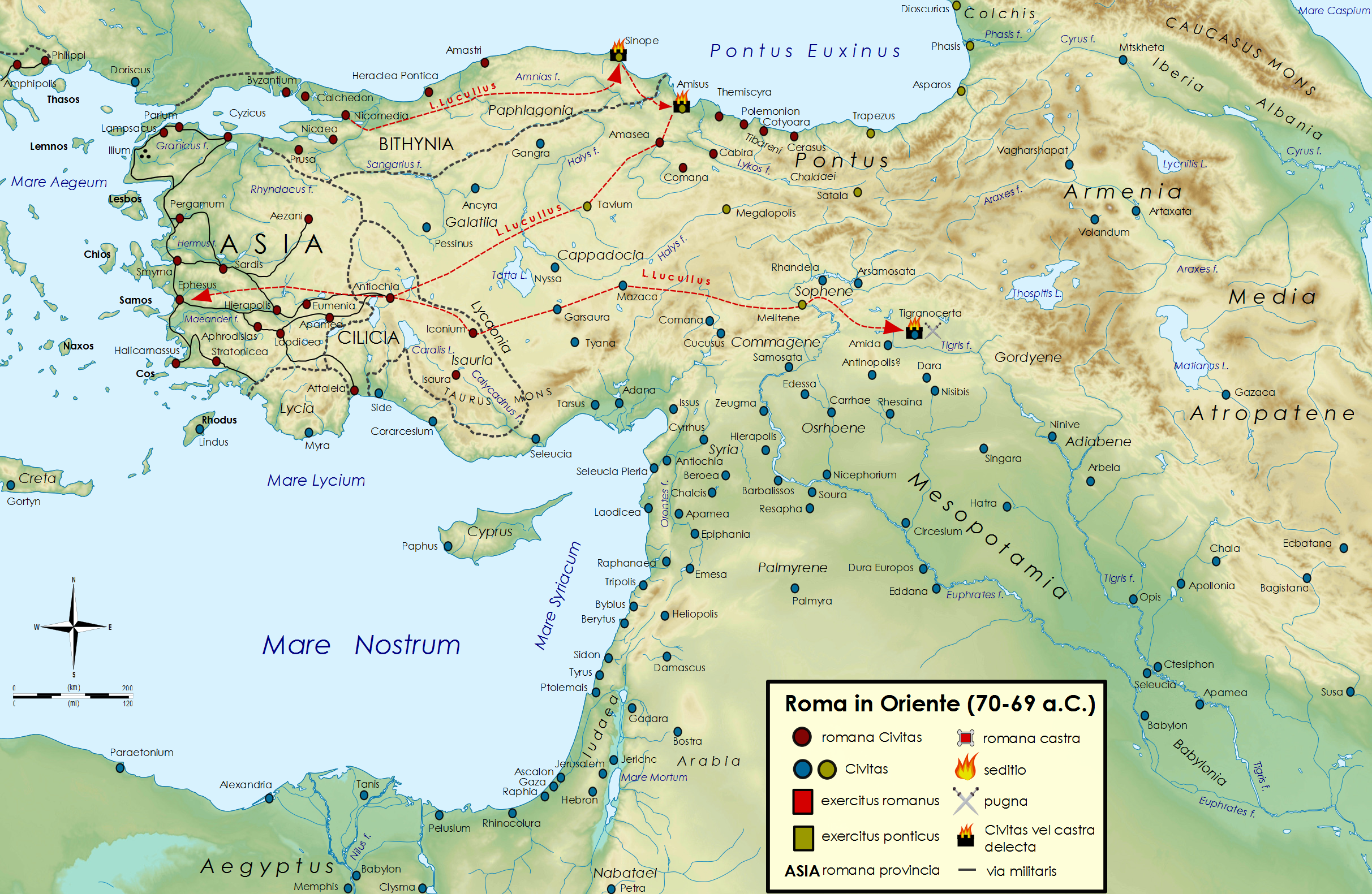
Gli anni 70-69 a.C. della terza guerra mitridatica

Portate a termine le operazioni militari, lasciò Sornazio con 6000 armati a guardia del Ponto, e quindi decise di riorganizzare le province asiatiche ed amministrare la giustizia. Appiano di Alessandria sostiene che, una volta tornato nella provincia d'Asia, riscosse ciò che era maturato dalla tassazione imposta da Silla, pari ad un quarto del raccolto; impose quindi una tassa sulla casa ed una sugli schiavi. Fatto ciò offrì un sacrificio agli dèi, per la conclusione positiva della guerra. Plutarco, racconta che, scoperto che gli abitanti della provincia si trovavano in condizioni assai gravose, addirittura alcuni erano stati ridotti in schiavitù dagli esattori fiscali o dagli usurai a cui avevano chiesto dei debiti, decise di porvi rimedio. Le famiglie, in generale, erano state costrette a vendere i loro figli e le figlie, ancora vergini, le città invece le loro offerte votive, le immagini e statue sacre. Molti uomini poi erano stati costretti ad arrendersi ai loro creditori, servendoli come schiavi, e lavorando per loro in condizioni al limite della sopravvivenza umana. Lucullo però non si perse d'animo, ed al contrario decise di porvi rimedio, liberando la popolazione asiatica da una simile condizione di "schiavitù". Ordinò quindi che il tasso di interesse mensile non doveva superare l'1%; dispose che nessun creditore potesse ricevere più di un quarto del reddito del debitore, e che qualunque creditore avesse stabilito interessi oltre misura fosse privato del tutto. E così, in circa quattro anni di tempo, tutti i crediti furono pagati, e le proprietà restituite ai loro proprietari legittimi, senza più vincoli.
Vi è da aggiungere che un tale debito pubblico si era accumulato a causa di quei 20000 talenti che Silla aveva posto a carico dell'Asia come contributo per la fine della guerra, importo raddoppiato per ottenere i prestiti dagli usurai, i quali lo avevano portato ad un totale di 120000 talenti grazie agli interessi. Gli usurari però, non accettando le condizioni di Lucullo, sollevarono la questione a Roma stessa contro il proconsole romano. Corruppero alcuni tribuni affinché procedessero contro di lui, essendo uomini di grande influenza, che avevano numerosi debitori tra i politici romani. Lucullo, tuttavia, non solo era amato dalla popolazione che aveva beneficato del suo aiuto, ma addirittura le altre province limitrofe chiesero di averlo, anch'esse, come amministratore e loro governatore.
Frattanto Appio Claudio era stato invitato dal re d'Armenia, Tigrane, ad attenderlo ad Antiochia, dove l'ambasciatore romano poté mettersi in contatto con molti dei principi greco-orientali, stanchi di essere sottoposti al dominio armeno (come Zarbieno di Gordiene), ed a cui fu promesso l'aiuto del proconsole romano Lucullo. L'incontro tra Appio e Tigrane lo descrive bene Plutarco:
(Plutarco, Vite parallele, Lucullo, 21.6-7.)
Nel mentre Lucullo, amministrava la giustizia ad Efeso, gratificando la sua popolazione con cortei trionfali, festival e concorsi di atleti e gladiatori, tanto che gli Efesini, in risposta, celebrarono una festa in suo onore che allo stesso dedicarono, nominandola Lucullea. Appio tornò da Antiochia, con il responso di Tigrane. Era ormai chiaro che, ancora una volta, la guerra fosse inevitabile. Contemporaneamente Mitridate e Tigrane stabilirono di invadere Cilicia e Licaonia, fino all'Asia, prima che ci fosse una formale dichiarazione di guerra. Appiano a questo punto critica la decisione del re armeno, sostenendo che tale azione doveva essere portata avanti quando il re del Ponto era al culmine del suo potere, non permettendo invece che Mitridate fosse schiacciato e cadesse in rovina dopo tre difficili fasi della guerra, aprendo solo ora le ostilità, quando la guerra era oramai già perduta in partenza.

#### 69 a.C.
Dopo aver offerto i dovuti sacrifici, si diresse con due legioni e 500 cavalieri contro Tigrane secondo Appiano (si trattava invece di 12000 fanti e poco meno di 3000 cavalieri secondo Plutarco), il quale si era rifiutato di consegnargli Mitridate. Sembra che i suoi soldati non fossero troppo disciplinati, e che seguirono Lucullo in modo riluttante, mentre i tribuni della plebe a Roma, sollevavano una protesta contro di lui, accusandolo di cercare una guerra dopo l'altra, per arricchirsi. Lucullo attraversò l'Eufrate (probabilmente nei pressi di Melitene) e chiese ad alcuni sovrani del posto di fornirgli gli adeguati approvvigionamenti, se non volevano essere attaccati o essere considerati nemici di Roma al pari del re d'Armenia. Terrorizzati dall'avanzata romana, giunta in Sofene, poi attraverso il Tigri ai confini dell'Armenia, nessuno disse a Tigrane dell'invasione in corso da parte di Lucullo, anche perché sembra che il primo ad annunciarglielo, fu messo a morte. Quando il re armeno fu informato, decise di inviare uno dei suoi più fidati generali, Mitrobarzane, con 2000/3000 cavalieri ed un notevole contingente di fanteria per ostacolarne e rallentarne la marcia, e permettergli così di organizzare le sue forze.
Contemporaneamente pose a difesa della sua capitale, Tigranocerta, un certo Mancheo. La città era popolata da molti greci che vi erano stati trapiantati, come altri, dalla Cilicia, oltre a barbari che avevano subito la stessa sorte come Adiabeni, Assiri, Gordieni e Cappadoci, le cui città natali Tigrane aveva demolito, e portato i loro abitanti ad abitare lì con la forza.
Tigrane, invece, attraversò l'intero paese per raccogliere un esercito sufficiente ad affrontare il generale romano. E mentre parte dell'esercito di Lucullo stava allestendo l'accampamento, gli esploratori romani dissero che i nemici stavano sopraggiungendo per attaccarli. Temendo l'attacco nemico inviò Sestilio, uno dei suoi legati, alla testa di 1600 cavalieri ed altrettanti legionari, con l'ordine di fermare il nemico. Seguì quindi una battaglia, nella quale il generale di Tigrane, Mitrobarzane, cadde combattendo, mentre il resto delle sue forze si diede alla fuga, venendo quasi tutta massacrata. Poco dopo lo stesso Sestilio fu inviato ad assediare Mancheo a Tigranocerta.

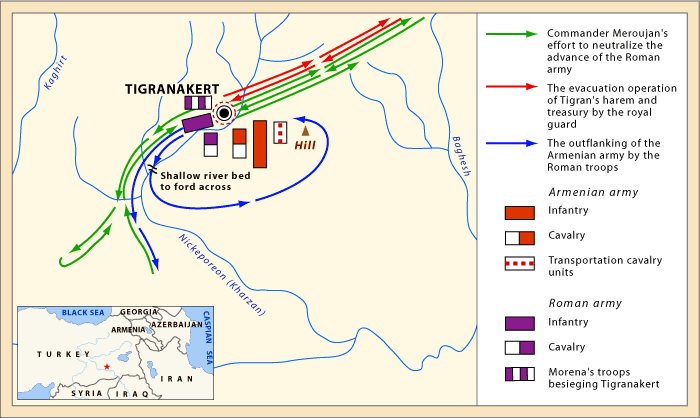
Schema tattico della battaglia di Tigranocerta.

E mentre Sestilio aveva posto sotto assedio la città e messo in fuga un corpo di Arabi che si voleva unire a Tigrane, quest'ultimo riuscì a raccogliere ben 250000 uomini comprendenti (tra Armeni, Gordieni, Medi, Adiabeni, Arabi arrivati da Babilonia, Albani dal mare Caspio, oltre ad Iberi): 150000 fanti "pesanti" (organizzati in coorti o falangi), 50000/55000 cavalieri (17000 dei quali armati con maglie di ferro e lunghe lance), 20000 tra arcieri e frombolieri oltre ad addetti alla costruzione di ponti, strade, ecc. per altri 35000 uomini.
E sebbene Mitridate avesse sconsigliato Tigrane di attaccare per primo Lucullo, ma prenderlo per fame come era accaduto a lui a Cizico, questi non lo seguì credendo si trattasse di mera invidia, tanto più che aveva visto che le forze romane erano tanto ridotte rispetto al suo esercito, esclamando:
(Appiano, Guerre mitridatiche, 85; ed anche Plutarco, Vita di Lucullo, 27.4.)
Avendo Lucullo visto l'esercito del re avanzare, divise la sua armata in due parti: lasciò a Murena il compito di continuare l'assedio di Tigranocerta con 6000 fanti, mentre egli si diresse contro l'armata nemica, a capo di sole 24 coorti di fanteria "pesante" (pari a circa 10000 armati) e con non più di 1000 tra cavalieri, frombolieri ed arcieri. La battaglia che ne seguì portò ad una grande strage dell'armata di Tigrane. Nessuno dei Romani, inizialmente, si fermò a saccheggiare, poiché Lucullo lo aveva proibito con minacce di severe punizioni,  tanto che i soldati si spartivano bracciali e collane lungo la strada mentre continuarono ad uccidere anche ad una distanza di 20 chilometri, fino a notte. Poi poterono iniziare il saccheggio con il permesso di Lucullo. Plutarco aggiunge che 100000 furono i morti tra gli Armeni, quasi tutti fanti, solo cinque tra i Romani ed un centinaio rimasti feriti. E sembra che lo stesso Tito Livio abbia ammesso che mai prima d'ora i Romani erano risultati vincitori con forze pari a solo un ventesimo dei nemici, elogiando così le grandi doti tattiche di Lucullo, che era riuscito con Mitridate a sconfiggerlo "temporeggiando", ed invece con Tigrane a batterlo grazie alla rapidità. Due doti apparentemente in antitesi, che Lucullo seppe utilizzare a seconda del nemico affrontato.
Quando Mitridate seppe della terribile sconfitta patita dalle truppe di Tigrane, corse incontro al sovrano armeno e pianse con lui per la comune disgrazia che li aveva colpiti, lo rincuorò affinché assemblassero insieme una nuova armata; Mancheo, intanto, preferì disarmare i suoi mercenari greci (che Dione dice essere Cilici), poiché temeva lo avrebbero tradito. Questi ultimi, temendo di essere arrestati, si armarono e riuscirono a resistere con grande coraggio ad un attacco delle truppe armene di Mancheo. Poi occupate alcune delle torri cittadine, chiesero aiuto ai Romani che assediavano Tigranocerta, permettendogli di entrare in città durante la notte. In questo modo la capitale di Tigrane fu occupata e con essa anche l'immensa ricchezza che vi era al suo interno. Plutarco racconta che il tesoro reale ammontava a ben 8000 talenti e che furono distribuite 800 dracme a ciascun soldato romano, mentre alla numerosa popolazione greca che qui era stata deportata da Tigrane, fu concesso di far ritorno alle città d'origine, tanto che Lucullo fu riconosciuto da tutti come un benefattore ed un ri-fondatore.

#### 68 a.C.
Molti sovrani orientali vennero a fare omaggio a Lucullo dopo la vittoria di Tigranocerta, chiedendogli alleanza ed amicizia, come i re degli Arabi (tra cui un certo Alcaudonio) o della Sofene, o Antioco I di Commagene, oppure gli abitanti della stessa Gordiene, che erano stati privati del loro sovrano, Zarbieno, denunciato e fatto uccidere da Tigrane, poiché aveva stipulato un trattato segreto di alleanza, l'inverno precedente, con il legato di Lucullo, Appio. Plutarco racconta anche che, nel palazzo di Zarbieno furono trovati non solo oro ed argento, ma anche 3000.000 stai di grano, che servirono a sfamare l'armata romana, tanto che il proconsole ordinò una cerimonia funebre in suo onore e la costruzione di un monumento a lui dedicato.
Agli inizi di questo nuovo anno Tigrane II e Mitridate VI attraversarono l'Armenia raccogliendo una nuova armata, ed il comando generale fu affidato proprio all'ex-re del Ponto, proprio perché Tigrane pensava che i disastri precedenti gli avevano sufficientemente insegnato ad essere prudente. Mandarono, inoltre, dei messaggeri al re dei Parti, per sollecitarne un concreto aiuto (paventando anche future campagne dei Romani contro gli stessi, in caso di successo contro Armeni e Pontici), ma Lucullo a sua volta aveva provveduto ad inviarne dei suoi (tra cui un certo Secilio Sestilio, incaricato di studiarne anche la potenza militare), chiedendo un'alleanza con Roma o almeno di rimanere neutrale. Fraate III preferì stringere con entrambi accordi segreti, decidendo poi di non aiutare nessuno di loro, sperando che nessuno si rinforzasse troppo. Secondo quanto racconta Plutarco, Lucullo si accorse del doppio gioco di Fraate (che sembra avesse promesso la sua alleanza a Tigrane, in cambio della cessione della Mesopotamia), e decise di marciare contro lo stesso, lasciando perdere per il momento Mitridate e Tigrane. Egli cercava fama e gloria in questa sua nuova impresa, che lo vedeva così impegnato contro tre importanti regni orientali contemporaneamente: Ponto, Armenia e Partia.
Decise, pertanto, di chiedere ai suoi legati lasciati nel Ponto, come Sornazio, di portargli altre truppe di rinforzo per la nuova campagna militare verso est, oltre la Gordiene. Ma questi ufficiali, che avevano già dovuto amministrare soldati indisciplinati e disobbedienti, ora si trovavano a dover gestire truppe fuori controllo, non essendo in grado di condurli da Lucullo, né con la forza, né persuadendoli. Essi erano addirittura decisi ad abbandonare il Ponto, lasciandolo però senza difese. Quando queste notizie giunsero all'armata di Lucullo in Gordiene, generarono, da un lato grande sconforto ed invidia nei confronti di chi svolgeva il servizio militare nell'ozio, e dall'altro un forte senso di ribellione, tanto da volerli imitare, reclamando il giusto riposo per i successi appena conseguiti e per il costante pericolo a cui erano stati sottoposti ormai da anni. Queste notizie giunsero anche alle orecchie di Lucullo, il quale, onde evitare possibili situazioni di ammutinamento, preferì rinunciare alla campagna partica, tornando a concentrarsi sul nemico armeno.
Intanto Mitridate aveva prodotto e raccolto nuove armi in ogni città, mentre i soldati questa volta erano reclutati tra le sole truppe armene secondo Appiano di Alessandria. Tra queste il re del Ponto selezionò i più coraggiosi in numero di 70000 fanti e 35000 cavalieri, congedando tutti gli altri. Divise quindi l'esercito così formato, in manipoli e coorti in modo molto similare a ciò che accadeva nel sistema romano, e li affidò ad esperti ufficiali pontici per essere addestrati.
Plutarco racconta che si era in piena estate e che il proconsole romano passò il Tauro (da identificarsi con l'altopiano armeno), e si diresse contro gli Armeni (passando ad ovest del lago di Van); e seppure attaccato in due o tre circostanze mentre era in marcia, riuscì ad avanzare in territori tanto freddi e scarsamente coltivati, a saccheggiare alcuni loro villaggi, raccogliendo grano per approvvigionare le sue truppe. Appiano aggiunge che Lucullo in una circostanza, si era accampato su una collina. E Tigrane con la cavalleria, attaccò parte dell'esercito romano che si riforniva di grano ed alimenti, ma fu battuto; per questi motivi quella parte dei Romani che era andato alla ricerca di cibo ed altre necessità, si trovò a poter vagare più liberamente, fino ad accamparsi nei pressi dello stesso esercito di Mitridate. Allora Lucullo offrì di dare battaglia, schierando l'esercito ma senza risultato. Decise così di marciare in direzione dell'altra capitale di Tigrane, Artaxata, dove si trovavano mogli e figli del re armeno.

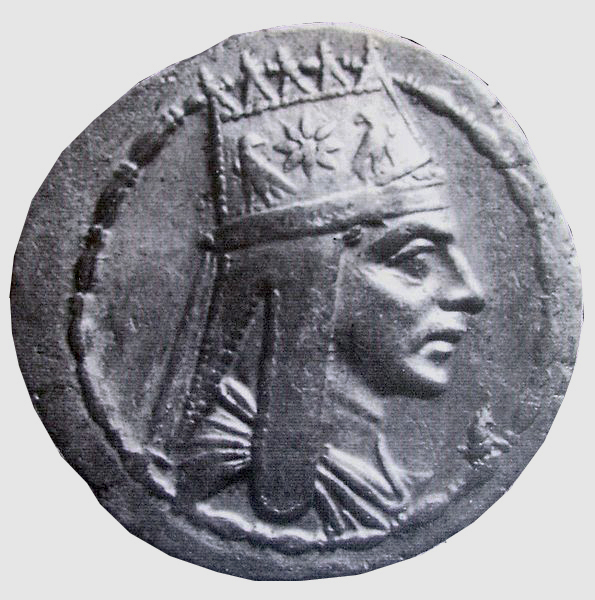
Effigie di Tigrane II su una moneta.

Tigrane non poteva permettersi di lasciare che anche la sua seconda capitale venisse occupata da Lucullo, senza provare neppure a difenderla, e così si accampò di fronte all'armata romana, sulla riva opposta del fiume Arsania, a protezione della città, da lì non molto distante. Fu Lucullo, secondo la versione di Plutarco, a dar battaglia attraversando il fiume con 12 coorti, mentre le restanti rimanevano a protezione dei fianchi. Contro di loro fu lanciata la cavalleria armena, composta da arcieri a cavallo amardi e da lancieri iberici. Tuttavia, questi cavalieri non brillarono nella loro azione, e cedettero all'avanzante fanteria romana, dandosi alla fuga inseguiti dalla cavalleria romana. Ancora una volta la vittoria arrise ai Romani, i quali fecero grande strage dei nemici fino a tutta la notte, tanto da essere spossati, non solo per le continue uccisioni del nemico, ma anche del gran numero di prigionieri e bottino raccolto. Livio dice che, se nella prima battaglia contro Tigrane furono uccisi più nemici armeni, in questa seconda furono però uccisi, fatti prigionieri e resi schiavi un numero maggiore di più alti dignitari.
Lucullo incoraggiato da questa vittoria, era deciso ad avanzare ulteriormente verso l'interno e sottomettere l'intero regno armeno. Ma, contrariamente a quanto ci si poteva attendere, il clima di quel paese nel periodo dell'equinozio d'autunno, era già molto rigido, tanto che alcuni territori risultavano già interamente coperti di neve, e anche quando il cielo era limpido si vedevano i campi cosparsi di brina e ghiaccio ovunque. Ciò generava un grande disagio non solo nelle truppe per il freddo pungente, ma anche ai cavalli che avevano difficoltà ad abbeverarsi e nell'attraversare i fiumi ghiacciati. Vi è da aggiungere che gran parte di quei territori erano ricoperti da fitte foreste, con gole strette, e zone paludose, tanto che i legionari romani si trovavano costantemente a disagio per essere quasi sempre o bagnati o coperti di neve, durante tutta la loro marcia, trascorrendo anche le notti in luoghi estremamente umidi. Di conseguenza, cominciarono a lamentarsi delle continue difficoltà che incontravano giornalmente, prima inviando al proconsole delegazioni affinché desistesse da questa nuova impresa militare in un periodo tanto freddo, poi, non ricevendo adeguate risposte, tenendo tumultuose assemblee, fino a ribellarsi apertamente agli ordini del loro comandante.
Lucullo fu così costretto a tornare indietro, sebbene avesse tentato in ogni modo di convincere le sue truppe, anche raccontando loro che si trattava della Cartagine d'Armenia, proprio perché a suo tempo era stata fondata grazie ai consigli dell'eterno rivale di Roma, Annibale. E così tornò ad attraversare il Taurus e, questa volta, discese nel paese chiamato Migdonia, il cui territorio è fertile e soleggiato, e contiene un grande e popolosa città chiamata Nisibis (strappata dagli Armeni ai Parti). Il sovrano che regnava su quella città si chiamava Gouras, ed era fratello di Tigrane II, mentre il comandante delle sue truppe si chiamava Callimaco, un uomo che a suo tempo aveva dato dei grossi problemi a Lucullo, durante l'assedio di Amiso. Così la città fu presa d'assalto poco dopo, ed occupata. Gouras si consegnò spontaneamente a Lucullo, e da quest'ultimo fu perdonato; mentre Callimaco, che aveva promesso di rivelare i nascondigli del grande tesoro cittadino, fu punito e messo in catene, anche perché, qualche anno prima, si era reso responsabile dell'incendio e della distruzione della città di Amiso.
La fortuna ed il consenso di Lucullo presso le sue truppe ormai vacillavano da troppo tempo, tanto che certe lamentele sulle recenti campagne militari condotte in Oriente, senza un preventivo appoggio del Senato, giunsero anche a Roma, dove fu deciso di sostituire il proconsole romano nel comando della sua provincia, e di mandare in congedo buona parte dei suoi soldati. Lucullo si trovava così ad essere esonerato, per aver scontentato non solo le sue truppe, ma anche per essersi inimicato la potente fazione di usurai e pubblicani d'Asia.

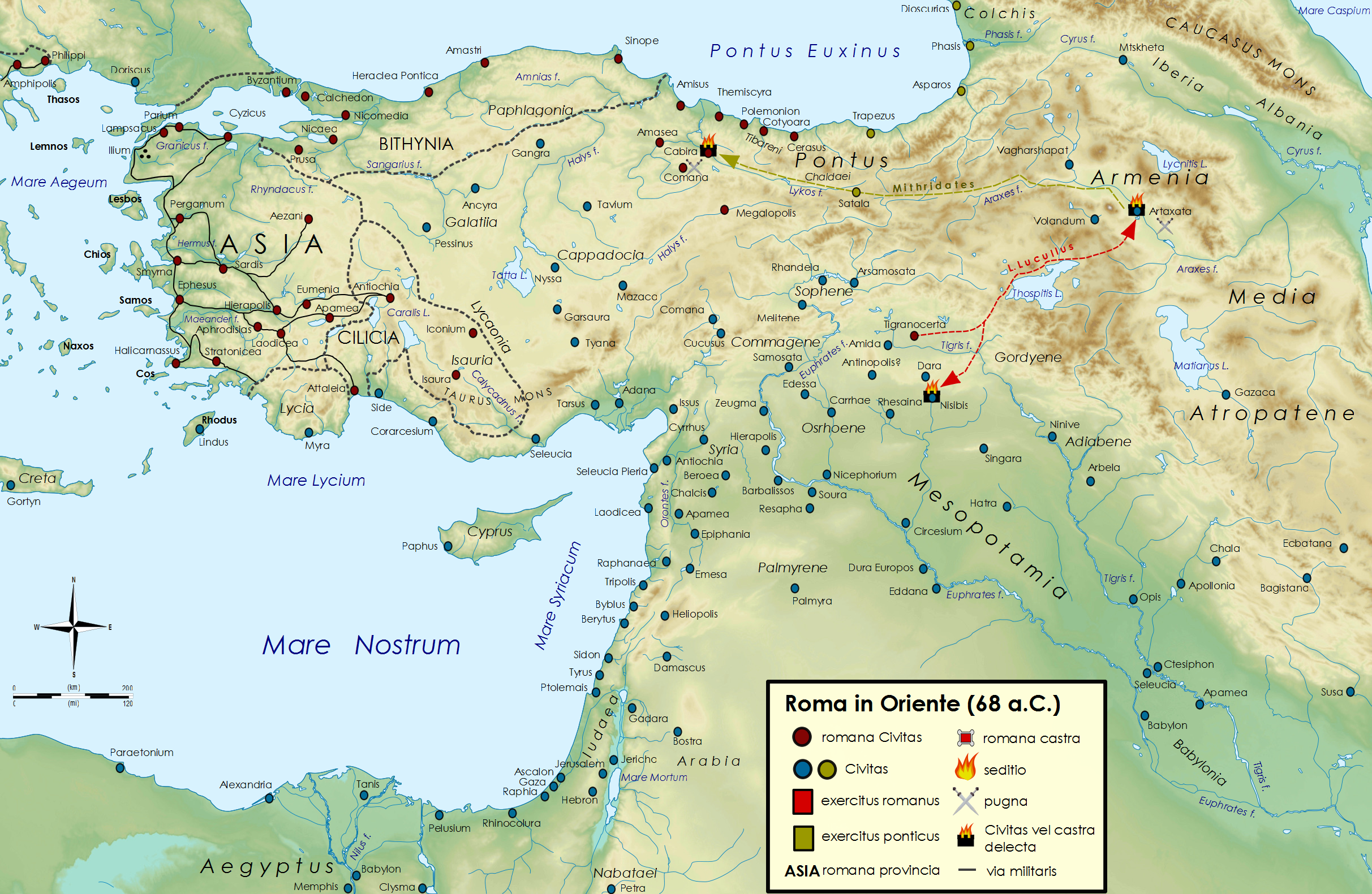
L'anno 68 a.C. della terza guerra mitridatica.

Tigrane provvedette a ritirarsi all'interno del proprio regno, riconquistandone alcune parti in precedenza perdute ed assediando il legato romano, Lucio Fannio (in precedenza alleato di Mitridate, poi tornato dalla parte romana); mentre Mitridate si affrettò a tornare a quel poco di territori che gli erano rimasti (anch'egli riconquistando parte del Ponto e dell'Armenia Minore), portando con sé 4000 dei suoi armati ed altri ricevuti da Tigrane. Lucullo lentamente lo seguì, ma fu costretto a tornare indietro per mancanza di approvvigionamenti.
Poi fu Mitridate a contrattaccare i Romani, riuscendo anche ad ucciderne molti, piombando su di loro all'improvviso o in battaglia:
- prima sconfisse un legatus di Lucullo, un certo Fabio,[142] grazie all'aiuto della popolazione locale (al sovrano molto legata)[143] ed alle truppe ausiliarie dei Traci, le quali, una volta al soldo di Mitridate, ora agli ordini di Fabio, mandate in perlustrazione, tornarono dal loro comandante romano con false informazioni.[144] E così Fabio continuò la sua marcia senza prendere le dovute precauzioni, tanto che Mitridate poté sorprenderlo facilmente, grazie anche all'aiuto dei Traci che si unirono al sovrano contro i Romani. E sembra che in questa impresa collaborarono anche gli schiavi presenti nella colonna romana, poiché Mitridate aveva loro promesso in cambio la libertà.[145] Appiano aggiunge che Fabio fu costretto a liberare gli schiavi che si trovavano nel suo accampamento, continuando a combattere per un altro giorno, mentre 500 legionari furono uccisi;[8] e sebbene la battaglia non si mettesse per il meglio per i Romani, tanto che Dione sostiene che i Pontici "avrebbero certamente annientato tutti i Romani",[146] la fortuna volle che Mitridate fu colpito da una pietra ad un ginocchio e da un dardo sotto l'occhio, costringendo lo stesso re ad allontanarsi dal campo di battaglia e sospendere i combattimenti, permettendo così a Fabio ed ai Romani di salvarsi.[8][146] Per molti giorni successivi le forze mitridatiche rimasero allarmate per la salute del sovrano, curato da una tribù scita degli Agari, mentre i Romani poterono riposarsi e curare le ferite che avevano ricevuto negli scontri precedenti.[8] Poi Fabio fu chiuso ed assediato in Cabira e liberato solo grazie all'intervento di un secondo legato, Gaio Valerio Triario, che si trovava casualmente da quelle parti nella sua marcia dall'Asia verso Lucullo.[147]
- Fu, quindi, la volta del secondo legatus di Lucullo, Triario, che era venuto in soccorso a Fabio, con il suo esercito. Triario, deciso ad inseguire Mitridate, riuscì a battere il sovrano del Ponto nel corso di questo primo scontro, presso Comana.[148] Poi giunse l'inverno, che interruppe ogni operazione militare da entrambe le parti.[123][149]

#### 67 a.C.
Ed infine giunse l'inverno, che interruppe ogni operazione militare da entrambe le parti. Trascorso l'inverno, Mitridate tornò a scontrarsi con Triario, andando ad accamparsi presso Gaziura di fronte al legato romano. Mitridate cercava di attirare il legato romano in battaglia, sperando di batterlo, prima che giungesse Lucullo, riconquistando così le rimanenti parti dei suoi vecchi domini. Alla fine Triario cadde nella sua trappola e fu sconfitto pesantemente nei pressi di Zela. E fu solo grazie al gesto eroico di un centurione romano, il quale sacrificando la sua stessa vita, si gettò contro il re e gli procurò una ferita alla coscia con un colpo di spada, che, nella confusione generata tra i Pontici, molti Romani riuscirono a trovare scampo e si salvarono da un massacro annunciato.

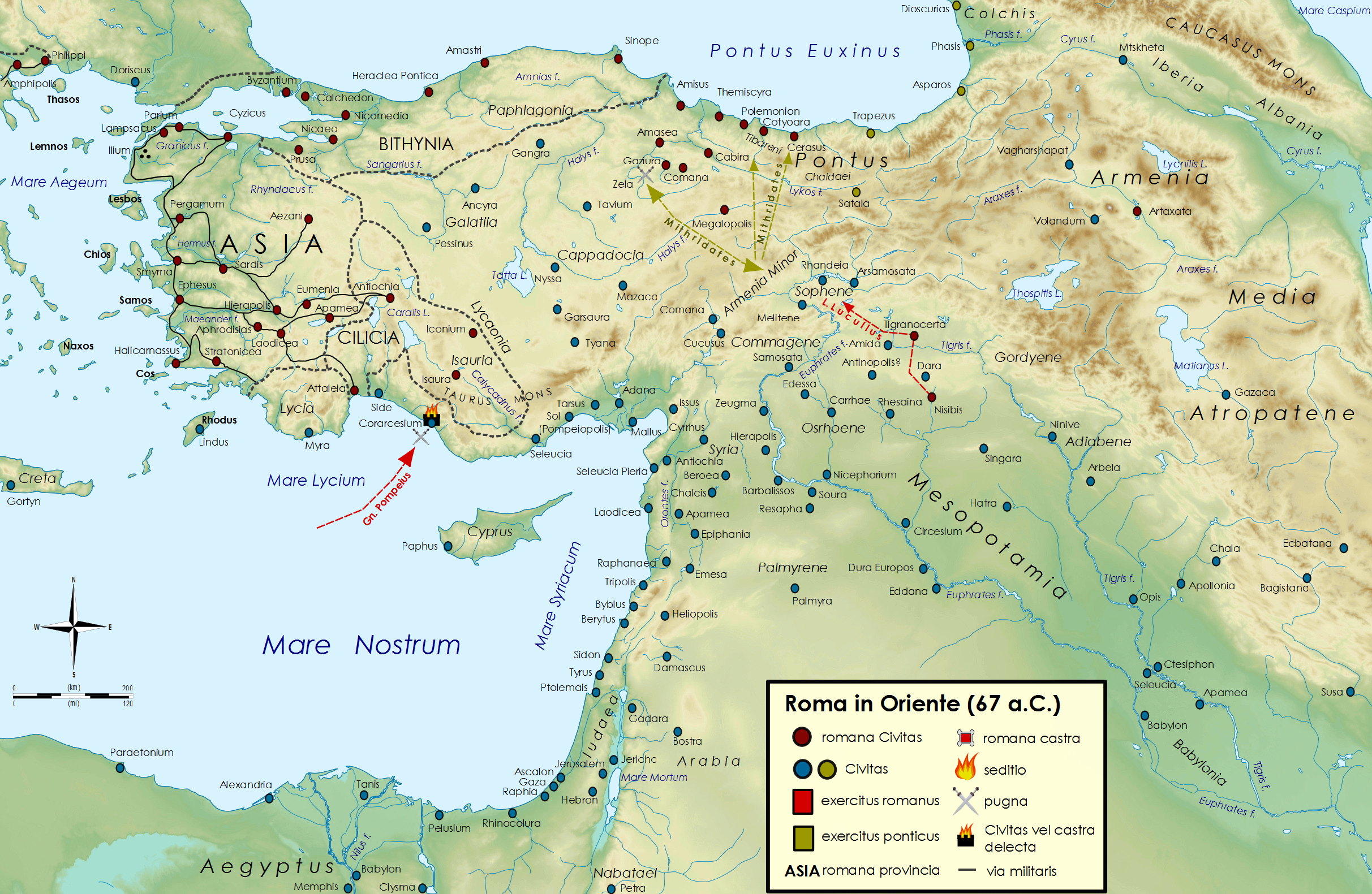
L'anno 67 a.C. della terza guerra mitridatica

Ottenute queste due vittorie, Mitridate si ritirò nel paese che i Romani chiamavano piccola Armenia (sulle alture nei pressi di Talaura), distruggendo tutto ciò che non era in grado di trasportare, in modo da evitare di essere raggiunto da Lucullo nella sua marcia. Cassio Dione aggiunge che l'altro Mitridate I di Media Atropatene, genero di Tigrane, piombò anch'egli sui Romani e ne fece una grande strage. Ancora Appiano racconta che un romano di rango senatoriale, di nome Attidio, che seguiva Mitridate da tempo ed aveva goduto della sua amicizia e protezione, ordì una congiura contro il re del Ponto. Scoperto, fu condannato a morte, senza però essere torturato, per rispetto al suo rango di senatore della Repubblica romana. Gli altri cospiratori, furono invece sottoposti a terribili torture, mentre i liberti, seppure fossero stati al corrente del piano di Attidio, furono lasciati liberi, poiché giudicati non responsabili e obbligati ad obbedire al loro patrono.
Secondo quando ci racconta Appiano, mentre Lucullo era ormai accampato non molto distante da Mitridate, il proconsole d'Asia gli inviò alcuni messaggeri per informarlo che, poiché lo stesso aveva prolungato inutilmente la guerra, Roma lo esautorava dal comando e dava l'ordine perentorio ai suoi soldati di dissociarsi ed abbandonarlo; mentre tutti coloro che non avessero obbedito alle disposizioni del Senato, sarebbero stati privati delle loro proprietà. Quando questa informazione raggiunse l'esercito, le legioni furono tutte sciolte, e solo pochi rimasero con Lucullo, poiché erano molto poveri e non avevano paura di perdere il "nulla". Nella versione di Livio, Plutarco e Cassio Dione fu invece a causa di una nuova sedizione tra i soldati, che Lucullo non poté continuare a combattere contro Mitridate e Tigrane, poiché abbandonato dalle proprie truppe.
(Cassio Dione Cocceiano, Storia romana, XXXVI, 16.2-3.)
Venuto a conoscenza di questi fatti, Mitridate decise di invadere nuovamente la Cappadocia, riuscendo a conquistare quasi tutti i suoi vecchi domini. Procedette quindi a fortificare il suo regno e danneggiò la vicina Cappadocia, mentre i Romani non fecero nulla, o perché erano impegnati contro i pirati del Mediterraneo, o perché né Acilio, né Lucullo (ormai esautorato dal comando), né Marcio (nuovo governatore di Cilicia), intrapresero alcuna azione contro di lui.

### Campagne di Pompeo

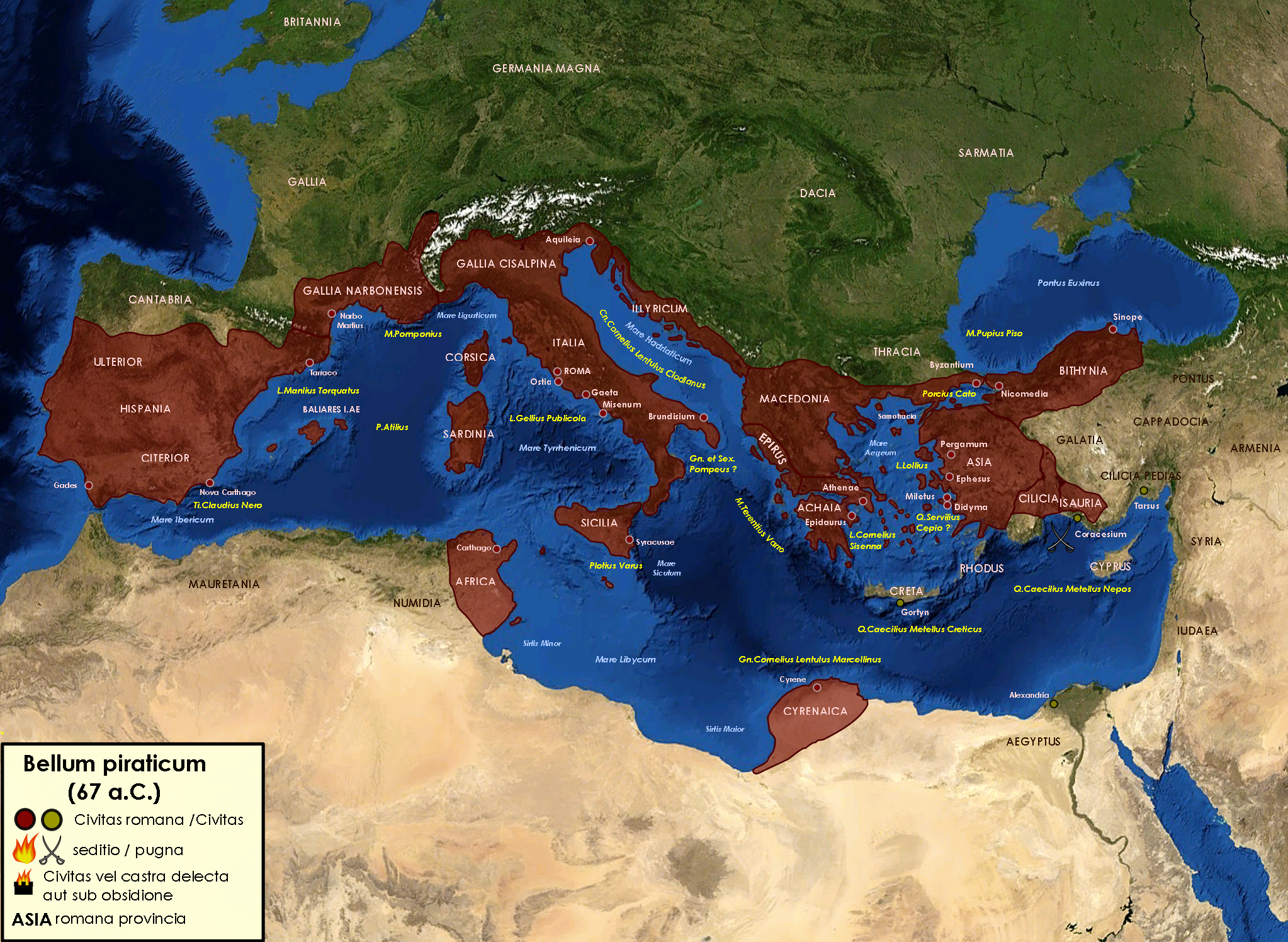
Mappa generale del Bellum piraticum di Pompeo, con i relativi comandanti, per area territoriale

Mentre Lucullo era ancora impegnato con Mitridate e Tigrane II, Gneo Pompeo Magno riusciva a ripulire l'intero bacino del Mediterraneo dai pirati, strappando loro l'isola di Creta, le coste della Licia, della Panfilia e della Cilicia, dimostrando straordinaria disciplina ed abilità organizzativa (nel 67 a.C.). La Cilicia vera e propria (Trachea e Pedias), che era stata covo di pirati per oltre quarant'anni, fu così definitivamente sottomessa. In seguito a questi eventi la città di Tarso divenne la capitale dell'intera provincia romana. Furono poi fondate ben 39 nuove città. La rapidità della campagna indicò che Pompeo aveva avuto talento, come generale, anche in mare, con forti capacità logistiche.

#### 66 a.C.
Pompeo fu allora incaricato di condurre una nuova guerra contro Mitridate VI re del Ponto, in Oriente (nel 66 a.C.), grazie alla lex Manilia, proposta dal tribuno della plebe Gaio Manilio, ed appoggiata politicamente da Cesare e Cicerone. Questo comando gli affidava essenzialmente la conquista e la riorganizzazione dell'intero Mediterraneo orientale, avendo il potere - illimitato e mai prima d'allora conferito ad alcuno - di proclamare quali fossero i popoli clienti e quali quelli nemici ed attribuendogli tutte le forze militari al di là dei confini dell'Italia romana. Fu il secondo comando sostenuto da Cesare a favore di Pompeo. Plutarco racconta anche che, una volta assunto il comando delle operazioni in Oriente, Pompeo per prima cosa inviò a Mitridate un certo Metrofane, con il compito di presentare al re del Ponto favorevoli proposte, ma rimase inascoltato; sembra infatti che Mitridate contava di farsi alleato il re dei Parti, Fraate III, che però si era già accordato con Pompeo alle medesime condizioni ed era stato consigliato dal proconsole romano di assalire l'Armenia di Tigrane (Gordiene).
Pompeo, avendo capito che era necessario continuare la guerra contro Mitridate, compì i necessari preparativi, richiamando in servizio la legione Valeriana. Giunto in Galazia, proveniente dal sud dopo aver attraversato le "porte della Cilicia", incontrò Lucullo sulla via del ritorno in un villaggio di questa regione (a Danala presso il popolo dei Trocmi). L'incontro tra i due generali, malgrado le apparenze, fu carico di tensione, come ci raccontano Plutarco e Cassio Dione Cocceiano:
(Plutarco, Vita di Lucullo, 36.2-4.)
(Cassio Dione Cocceiano, Storia romana, XXXVI, 46.1-2.)
In seguito a questi eventi, Appiano di Alessandria racconta che Pompeo ricevette il titolo di Magno, in vista della guerra mitridatica. Raccolto quindi il suo esercito, marciò nei territori ancora appartenenti a Mitridate. Dione narra che Mitridate, poiché inizialmente disponeva di un numero di armati inferiore a quello di Pompeo, si diede al saccheggio, obbligando Pompeo a corrergli dietro, oltre a cercare in ogni modo di bloccargli i rifornimenti. Poi Pompeo si convinse a marciare verso l'Armenia che era rimasta priva di difese, sperando di conquistarla. Fu allora che Mitridate, decise di anticipare il proconsole romano, appostandosi su una collina, fornita di ottime difese naturali, stando ad aspettare l'armata romana, sperando di logorarla attraverso i difficili approvvigionamenti. Pompeo però non era in grado di attaccare Mitridate su quell'altura. Preferì accamparsi in altro luogo, dove, grazie al terreno accidentato, sarebbe stato meno esposto agli attacchi dei cavalieri e degli arcieri nemici. Ma una notte, postosi in agguato in un luogo favorevole, organizzò un'improvvisa sortita nell'accampamento nemico. Molte delle truppe mitridatiche, che non se l'aspettavano, fuggite all'esterno dell'accampamento, furono uccise dalle armate romane, appostate nelle vicinanze e pronte ad intervenire. Incoraggiato da questa prima vittoria, il proconsole romano inviò alcuni dei suoi uomini alla ricerca di nuovi approvvigionamenti.
Mitridate, che disponeva ancora di un esercito di 30000 fanti e 2000/3000 cavalieri, si era posizionato lungo la frontiera del suo regno e poiché Lucullo aveva poco prima devastato quella regione, vi erano poche risorse di approvvigionamento tanto da costringere molti dei suoi armati a disertare. Questi ultimi furono dallo stesso re catturati, crocifissi, strappati gli occhi o bruciati vivi. E se da un lato la paura della punizione diminuì il numero dei disertori, la scarsità di risorse indebolì le forze delle armate mitridatiche. Il re, essendo ormai a corto di provviste, preferì ritirarsi permettendo a Pompeo di seguirlo, seppure lasciandolo entrare nei suoi territori, e sperando così che anche lo stesso generale romano potesse trovarsi nelle sue stesse condizioni a causa della scarsità dei rifornimenti. Ma Pompeo aveva organizzato in modo adeguato i suoi approvvigionamenti, avendo conquistato poco prima la regione armena dell'Anaitide.
Mitridate inviò, quindi, alcuni ambasciatori a Pompeo per chiedere a quali condizioni egli avrebbe potuto ottenere la pace. Pompeo rispose: "Offrendo tutti i nostri disertori e arrendendosi senza condizioni". Quando il re del Ponto lo venne a sapere, vista la grande costernazione dei disertori ed il timore delle altre truppe pontiche di rimanere da sole a combattere contro Pompeo, giurò che a causa della cupidigia dei Romani non avrebbe mai fatto la pace con loro. Subito dopo Pompeo, inviata una forza di cavalleria a molestare gli avamposti del re, ordinò di provocare il nemico e poi di ritirarsi, da sembrare di essere stati sconfitti ed in fuga. Questo fu il risultato dei nuovi scontri tra la cavalleria di Pompeo e le forze di Mitridate.
Pompeo così poté continuare la sua marcia passando attraverso i confini orientali del regno di Mitridate, stabilendovi una serie di nuove postazioni fortificate (ad intervalli regolari di 25 km gli uni dagli altri). Disegnò quindi una linea di circonvallazione che gli permettesse di approvvigionarsi senza grosse difficoltà e contemporaneamente cingesse d'assedio le truppe del re rel Ponto, posizionate presso Dasteira (località non molto distante dal villaggio attuale di Pürk).
Frattanto il re sembrava paralizzato dalla pronta reazione del proconsole romano da ormai 45 giorni, e non oppose alcuna resistenza ai lavori messi in atto dalle truppe romane. Avendo, inoltre, scarsi approvvigionamenti fu costretto a macellare i suoi animali da soma, risparmiando solo i cavalli. E quando si accorse di avere solo 50 giorni di autonomia, decise di scappare una notte, nel silenzio più profondo, per strade in cattive condizioni, diretto verso l'Armenia di Tigrane.
Pompeo accortosi della sua fuga, riuscì a raggiungerlo con grande difficoltà e ad assalire la sua retroguardia attorno a mezzanotte.
(Cassio Dione Cocceiano, Storia romana, XXXVI, 48.3.)
E mentre i consiglieri del re si preparavano alla battaglia, Mitridate, che al contrario non voleva combattere, si limitò a respingere gli assalitori e poi si ritirò nei boschi vicini, la sera stessa. Il giorno seguente, occupata una posizione protetta da rocce, alla quale si accedeva da una sola strada, Mitridate vi pose un'avanguardia di 4 coorti di armati, mentre i Romani posero una loro forza militare di guardia, per evitare che il re potesse fuggire ancora una volta.
Con il nuovo giorno, i comandanti cominciarono a schierare i loro armati, mentre le avanguardie iniziarono le prime scaramucce lungo la gola. Appiano di Alessandria racconta che un gruppo di cavalieri pontici, per dar manforte alla loro avanguardia, abbandonati i cavalli nell'accampamento, si precipitarono in loro soccorso a piedi. Ma un numero maggiore di cavalleria romana nel frattempo si era gettata sul nemico, costringendo quei cavalieri che avevano abbandonato i loro cavalli al campo, a farvi ritorno per prenderli e contrastare i Romani che avanzavano. E quando i cavalieri appiedati stavano tornando di corsa al campo, con alte grida, gli occupanti dell'accampamento, spaventati nel vedere i propri commilitoni impegnati in un'azione che a loro appariva una fuga, temendo in una disfatta della loro avanguardia, gettarono le loro armi e scapparono senza attendere il rientro dei cavalieri. E poiché l'accampamento aveva una sola via d'uscita, molti nella confusione caddero nei precipizi circostanti. Così a causa della temerarietà di pochi, che senza ordini avevano cercato di aiutare la propria avanguardia, l'esercito di Mitridate subì una nuova sconfitta, considerando che fu facile alle truppe di Pompeo uccidere e catturare uomini armati, ma chiusi in una gola rocciosa (che il Leach individua nella Gola di Belgazi). Ne furono uccisi ben 10000, mentre il campo fu preso e saccheggiato.
Ancora una volta Mitridate fu costretto alla fuga, prima provando ad essere ricevuto dal genero Tigrane attraversando territori impervi e rocciosi con poche truppe ad assisterlo.
(Cassio Dione Cocceiano, Storia romana, XXXVI, 50.1.)
Si trattava di un limitato gruppo di cavalieri mercenari e di circa 3000 fanti, i quali lo accompagnarono fino alla fortezza di Simorex, dove il re vi aveva depositato un'ingente somma di denaro. Qui distribuì a tutti un ricco premio pari ad un anno di paga. Prese poi i restanti 6000 talenti e si affrettò a marciare verso le sorgenti del fiume Eufrate, con l'intenzione di raggiungere la Colchide. Dopo quattro giorni attraversò l'Eufrate, tre giorni dopo entrò nella Chotene (Armenia), dove i suoi abitanti, insieme agli Iberi tentarono di fermarlo con dardi e fionde, per impedirgli di entrare, ma lui riuscì ad avanzare fino al fiume Apsarus.

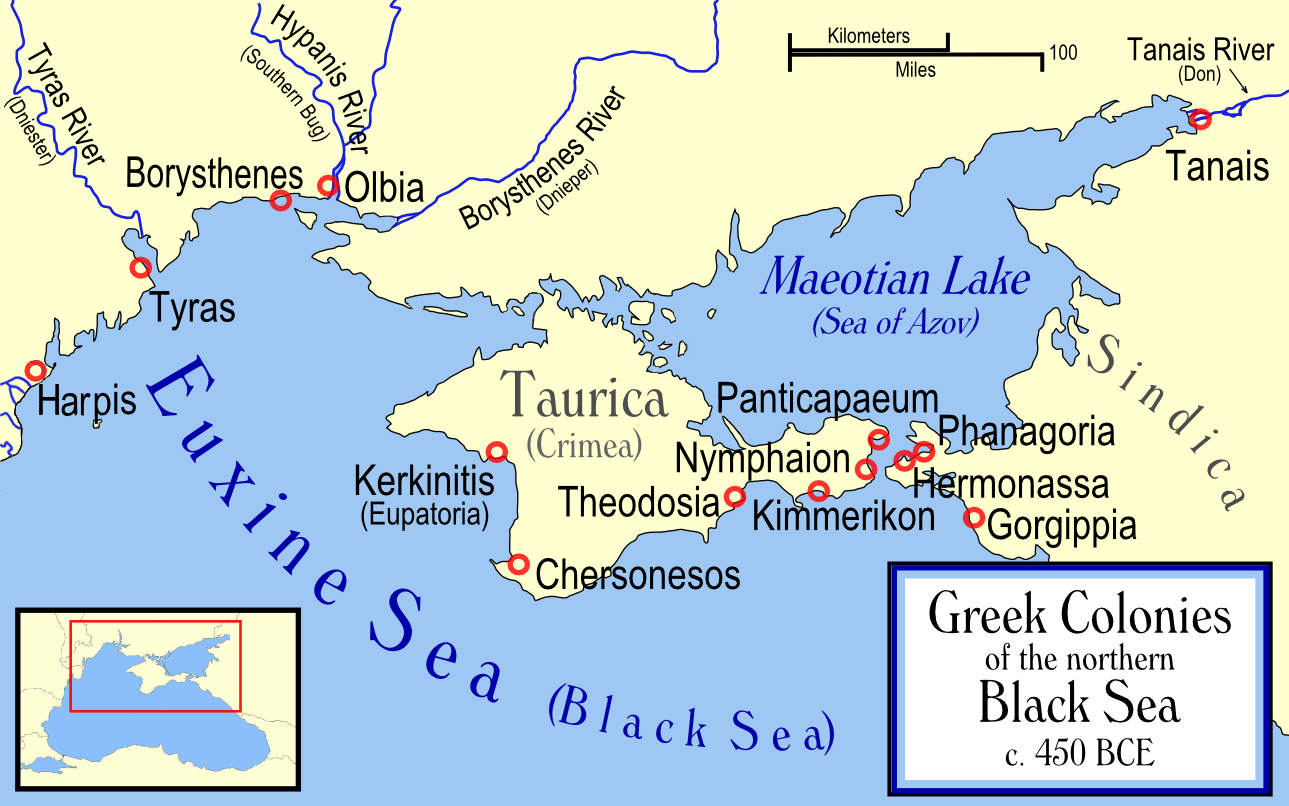
L'antico regno del Bosforo Cimmerio e le antiche colonie greche lungo la costa nord del Mar Nero, dove Mitridate si rifugiò nell'inverno del 66-65 a.C.

Mitridate decise quindi di ritirarsi per andare a svernare a Dioscurias nella Colchide, città nella quale, secondo i Colchi, si conservava il ricordo del soggiorno dei Dioscuri, Castore e Polluce, durante la spedizione degli Argonauti. Il re del Ponto pensava di passare lungo la costa pontica, passare in Scizia, fino al Mar d'Azov (Meotide) e poi al regno del Bosforo. Qui egli aveva intenzione di sottrarre il regno al figlio traditore, Macare (ora alleatosi ai Romani), per poi tornare ad attaccare i Romani, questa volta dall'Europa, mentre il grosso delle armate era ancora concentrato in Asia Minore, e tra di loro c'era il canale del Bosforo. Si racconta che attraversò il paese degli Heniochi, dove fu accolto in amicizia. Al contrario i Greci delle colonie lungo la costa del Ponto Eusino che gli si opposero, furono dallo stesso messi in fuga. Alla fine Mitridate raggiunse il mar d'Azov, dove abitavano numerosi principi, i quali lo ricevettero tutti in amicizia, scortandolo e scambiandosi dei doni con il re del Ponto, poiché ne conoscevano le gesta, il regno ed il potere. Una volta stabilite sufficienti alleanze con i popoli locali (diede infatti le sue figlie al più potente di questi principi), Mitridate contemplava un piano strategico assai ardito, nel quale egli aveva previsto di marciare attraverso la Tracia, la Macedonia, la Pannonia, e poi attraverso le Alpi giungere in Italia.
Quando suo figlio Macare, appreso che il padre non era molto distante dal suo regno, avendo attraversato territori selvaggi in un tempo così breve, e le stesse "porte scitiche", mai prima d'ora attraversate da alcuno, inviò alcuni ambasciatori cercando di difendersi per il comportamento negativo avuto in precedenza con il padre, a causa dell'alleanza ottenuta con i Romani di Lucullo. Avendo poi inteso che la collera del padre non si placava, preferì fuggire verso il Chersoneso taurico, bruciando le navi per evitare che il padre potesse inseguirlo. Quando quest'ultimo riuscì a procurarsene di nuove, le inviò dietro al figlio e riuscì a farlo uccidere. Mitridate, poi, mise a morte tutti quegli amici che aveva lasciato in posizioni di potere nel Ponto e che lo avevano tradito, ma al contrario lasciò liberi tutti gli amici del figlio, poiché si erano comportati in quel modo per il rapporto di amicizia che avevano avuto con Macare.
A questo punto la cronologia non coincide in Appiano e Cassio Dione. Il primo sembra riferire una serie di eventi in modo alquanto caotico, il secondo, invece, cita i consolati (e di conseguenza gli anni), e sembra seguire uno schema dettagliato, certamente più usufruibile ai fini della compilazione di una cronologia degli eventi in regioni tanto vaste.
Seguendo, quindi, la cronologia di Cassio Dione, sappiamo che Pompeo marciò contro l'Armenia, deciso a portare la guerra contro Tigrane II che aveva prestato aiuto a Mitridate. Era ormai prossimo alla residenza reale di Artaxata, ma il re armeno non aveva nessuna intenzione di continuare le ostilità.
Appiano di Alessandria racconta che Tigrane aveva avuto tre figli dalla figlia di Mitridate, due dei quali aveva ucciso egli stesso: uno in battaglia e l'altro durante una battuta di caccia, poiché aveva trascurato di aiutare il padre dopo che era caduto, ma al contrario, mentre il padre giaceva a terra, aveva posto il diadema regale paterno sul suo capo. Il terzo figlio, invece, il cui nome era Tigrane, poiché si era preoccupato per la caduta del padre durante la caccia, aveva ricevuto in dono una corona. Poco dopo però, anche quest'ultimo era stato abbandonato dal padre, sconfitto in battaglia e costretto a fuggire presso il re dei Parti, Fraate III, succeduto da poco al padre Sanatruce. Cassio Dione aggiunge altri particolari interessanti della vicenda, secondo la quale, Tigrane-figlio, prendendo alcuni dei maggiorenti che non approvavano l'operato di governo del padre, si rifugiò presso il re dei Parti, Fraate III. E poiché quest'ultimo, avendo concluso con Pompeo un accordo di non-belligeranza, non sapeva come comportarsi, il giovane Tigrane gli consigliò di invadere l'Armenia del padre. I due raggiunsero Artaxata, soggiogando l'intero paese per il quale erano passati e posero d'assedio alla città. Il vecchio Tigrane ebbe paura e scappò sui monti. E poiché tutto lasciava supporre che l'assedio sarebbe andato per le lunghe, Fraate lasciò al giovane Tigrane una parte delle truppe e se ne tornò nel suo regno. Allora il vecchio Tigrane tornò sui suoi passi e si rivoltò contro il figlio, che era rimasto da solo, e lo vinse. Il giovane avrebbe voluto rifugiarsi presso il nonno Mitridate, ma il fatto che anche questi fosse in fuga, lo costrinse ad arrendersi ai Romani stessi.

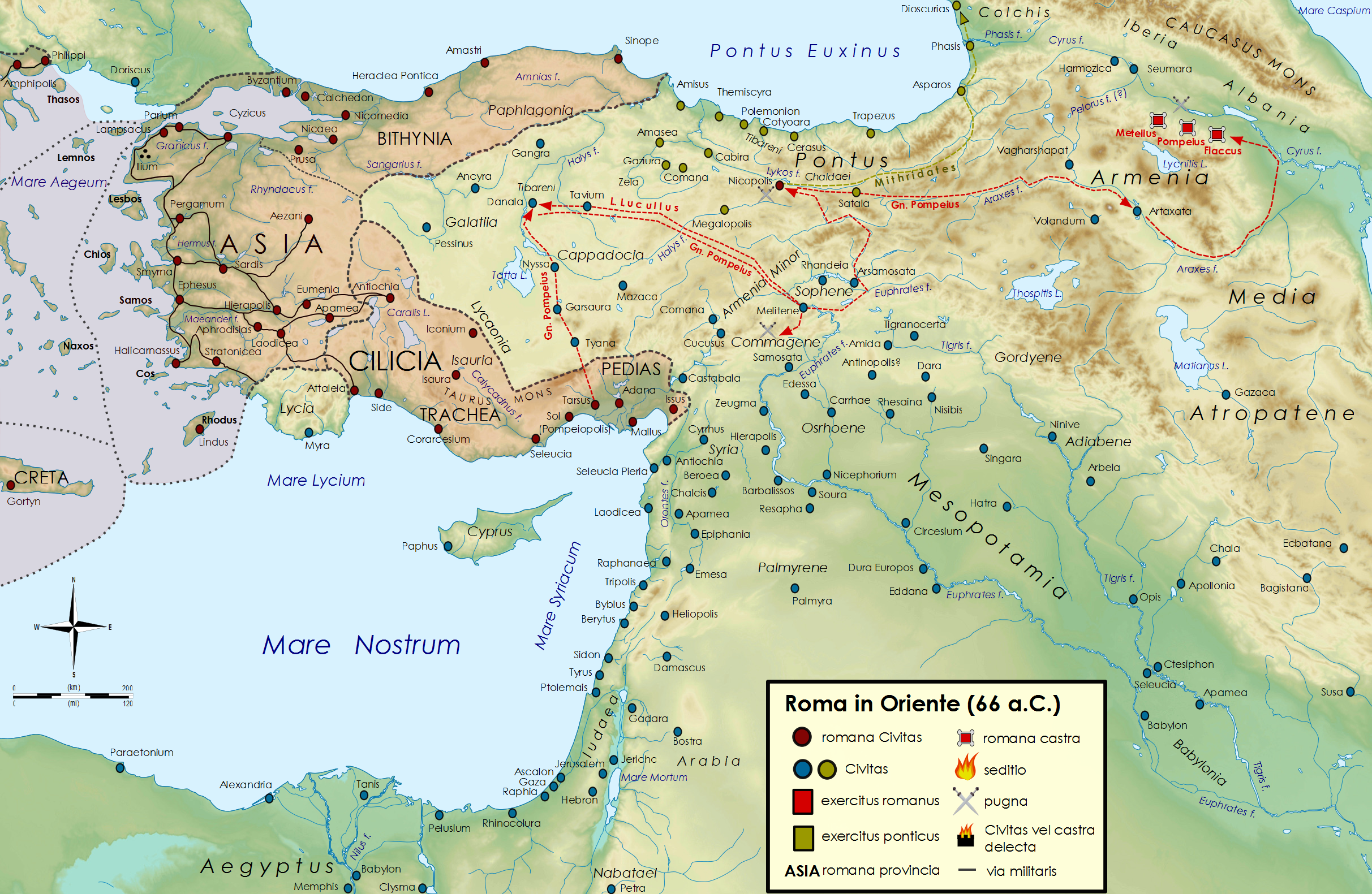
L'anno 66 a.C. della terza guerra mitridatica

Si racconta infatti che, quando Pompeo si avvicinò, il giovane Tigrane, dopo aver comunicato le sue intenzioni a Fraate, ricevendone la sua approvazione (desideroso di ottenere un'alleanza con il generale romano), si rifugiò presso Pompeo come supplice (incontrandolo lungo l'alto Arasse), sebbene fosse nipote di Mitridate, poiché la reputazione del proconsole romano presso i barbari era grande, per giustizia e magnanimità. Dione aggiunge che Pompeo lo prese come guida e marciò contro l'Armenia ed il vecchio Tigrane, il quale, fiducioso anch'egli che avrebbe ottenuto il perdono da Pompeo, decise di arrendersi e denunciò il comportamento del figlio traditore. L'incontro avvenne tra i tribuni ed i prefetti del generale romano lungo strada (secondo Plutarco, presso l'accampamento romano), come un atto di cortesia, ma coloro che accompagnavano Tigrane, spaventati, fuggirono abbandonando il loro re, il quale giunto dinnanzi a Pompeo si prostrò ai suoi piedi. Alcuni riferiscono che Pompeo lo fece rialzare dai littori. Nella versione di Dione si racconta invece che:
(Cassio Dione Cocceiano, Storia romana, XXXVI, 52.1-4.)
Tigrane figlio, che invece sedeva all'altro fianco di Pompeo, né si alzò in piedi alla vista del padre, né lo salutò, irritando non poco il generale romano. Il giorno seguente dopo averli ascoltati, Pompeo perdonò a Tigrane padre ciò che aveva fatto contro Roma, e lo riconciliò con il figlio. Quest'ultimo lo pose a capo della Sofene (dov'era conservato il tesoro) e della Gordiene; al padre lasciò la sola Armenia (che aveva ereditato, a sua volta, da suo padre), con la promessa che alla sua morte avrebbe lasciato tutto in eredità al figlio. Chiese che Tigrane abbandonasse tutti i territori che aveva conquistato durante la guerra: si trattava di parte della Cappadocia, della Siria dall'Eufrate al mare, della Fenicia, facendosi consegnare personalmente una parte della Cilicia, che aveva sottratto in precedenza al re seleucide Antioco XII.
Alla fine le condizioni della resa prevedevano il pagamento di un tributo a Roma: 6000 talenti per Pompeo, 50 dracme per ciascun legionario romano, 1000 per ogni centurione e 10000 per ciascun tribunus militum.
Ma poiché il figlio, desiderando di venire in possesso di tutto il tesoro cercò di appropriarsene, e sembra anche abbia attentato ancora una volta alla vita del padre, Pompeo lo fece arrestare, lo inviò a Roma per il suo trionfo ed in seguito lo fece uccidere. Plutarco aggiunge che il re dei Parti, Fraate, chiese inutilmente a Pompeo la libertà del genero, Tigrane minore, ma il proconsole romano non la concesse. Al contrario, fu trovato un accordo tra la Repubblica ed il regno dei Parti, secondo il quale, il fiume Eufrate avrebbe costituito, d'ora in poi, il confine tra i due stati.
Pompeo decise, quindi, di fondare una città, chiamata Nicopoli del Ponto, nel luogo dove aveva sconfitto in battaglia Mitridate e posizionata nell'Armenia Minore. Qui egli inviò ad abitarla quei soldati che erano ancora feriti o in età avanzata (veterani). Ad Ariobarzane diede indietro, ancora una volta, la Cappadocia, aggiungendo ora la Sofene e la Gordiene, oltre alla città di Ierapoli Castabala ed altre della Cilicia. Poco dopo Ariobarzane affidò il suo regno al figlio, quando era ancora in vita. E prima che terminasse l'anno, Pompeo passò attraverso i monti del Tauro e condusse una guerra sia contro Antioco I di Commagene, costringendolo a chiedere la pace, sia contro Dario di Media, che mise in fuga, perché aveva prestato aiuto ad Antioco o a Tigrane prima di lui.
Divise, quindi, l'esercito in tre parti e svernò nella regione dell'Anaitide, presso il fiume Cyrus. Trigrane padre, infine, fu ascritto tra gli "alleati ed amici del popolo romano".

#### Inverno del 66-65 a.C.
Gneo Pompeo era ormai deciso ad inseguire Mitridate attraverso la Colchide, non pensando che il sovrano sarebbe andato in giro liberamente per il Ponto o per il mare d'Azov, o che avesse intenzione di intraprendere qualcosa di grande, costretto com'era a fuggire. Il comandante romano avanzò, quindi, fino ai piedi del Caucaso. Si racconta che in molti dei ruscelli presenti lungo questa catena montuosa, ce ne fossero alcuni ricchi di polvere d'oro, che gli abitanti raccoglievano attraverso le pelli di pecora, messe a bagno in modo da setacciare le particelle anche più sottili della polvere aurea. Forse il vello d'oro del mitologico re Eete era di questo genere.
Tutte le vicine tribù indigene accompagnarono Pompeo in questa spedizione esplorativa. Solo Orose, re degli Albani (amico di Tigrane-figlio e timoroso della potenza dei Romani) e Artoce, re degli Iberi, misero in campo ben 70000 armati per fronteggiarlo in tre differenti agguati, uno dei quali presso il fiume Cyrus, che si getta poi nel mar Caspio attraverso dodici bocche navigabili, ricevendo acqua da numerosi e grandi affluenti, il più grande dei quali è l'Arasse. Orose voleva colpire i Romani durante la festa dei Saturnali, mentre erano ancora divisi in tre differenti armate. Decise di attaccare per primo Quinto Cecilio Metello Celere, che teneva prigioniero il giovane Tigrane, poi Pompeo e l'altro legato, Lucio Flacco. Credeva che assaliti contemporaneamente, non avrebbero potuto aiutarsi vicendevolmente. Ma gli andò male ovunque.
E così Pompeo, dopo aver vinto l'esercito che gli era stato inviato contro, si rivolse contro lo stesso Orose, ma non riuscì a catturarlo, poiché era fuggito dopo aver subito la sconfitta da parte del suo legatus, Flacco. Riuscì, invece, ad assalire gli Albani rimasti, mentre passavano il fiume Cyrus e ne uccise molti. Per questi motivi chiesero ed ottennero una tregua dal generale romano. Pompeo era consapevole dei rischi dell'inverno, nel caso avesse deciso di invadere il loro paese. Per questo motivo rimandò volentieri la guerra.
Tra gli ostaggi e i prigionieri furono trovati anche numerose donne, che sembra avessero subito delle ferite, tanto quanto gli uomini. Appiano di Alessandria sostiene che poteva trattarsi delle Amazzoni, se non altro poiché il loro paese d'origine non era molto distante da dove si era svolta la battaglia.

#### 65 a.C.

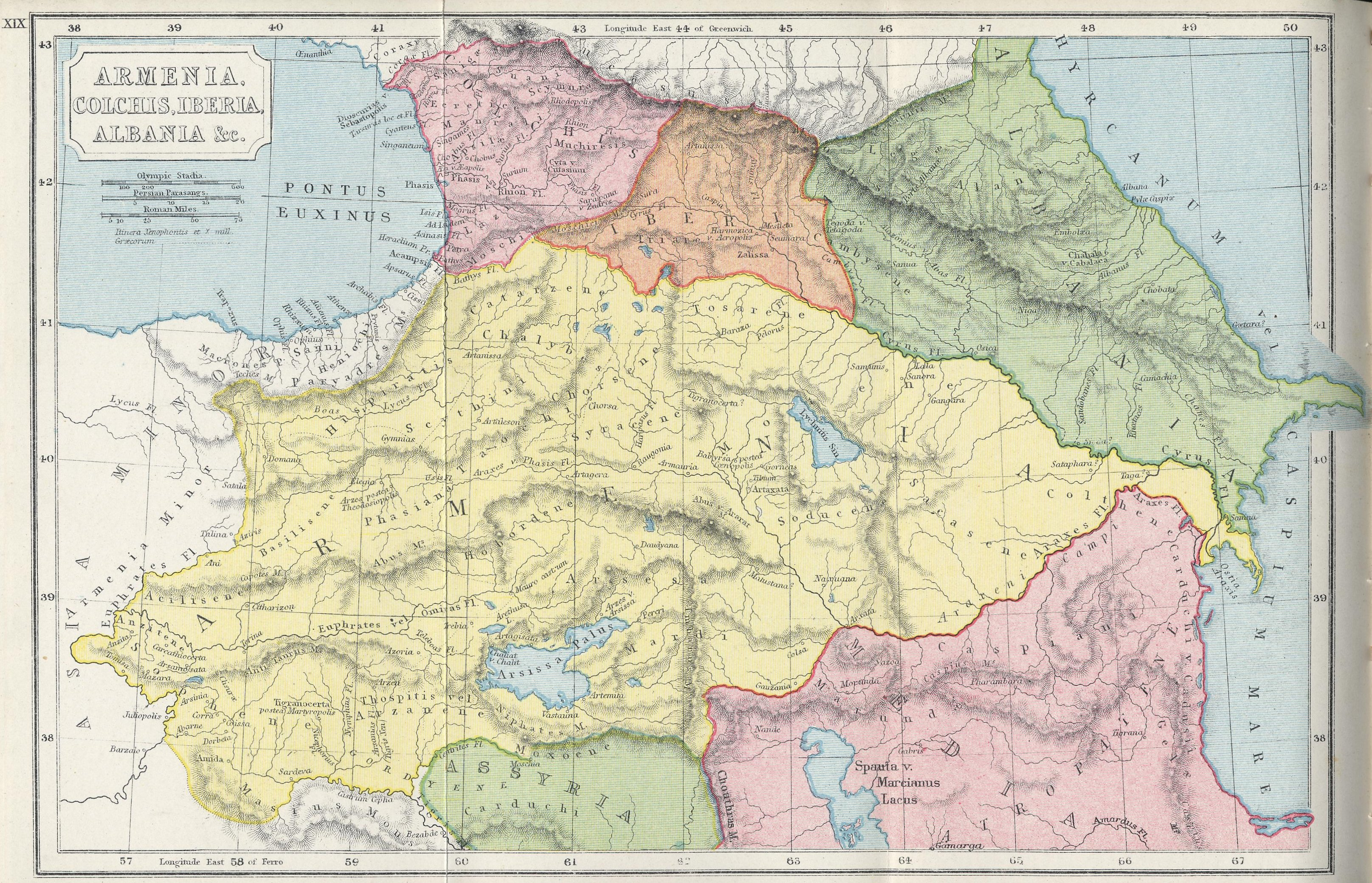
Colchide, Iberia e Albania caucasica, al tempo della guerra di Pompeo contro Albani e Iberi.

Nel consolato di Lucio Aurelio Cotta e Lucio Manlio Torquato, Pompeo, dopo aver lasciato il legato Lucio Afranio a guardia del regno d'Armenia, era deciso a continuare la sua marcia alla ricerca di Mitridate. Dovendo attraversare la catena del Caucaso, sapeva che si sarebbe nuovamente scontrato con le popolazioni di questa regione montuosa: gli Albani e gli Iberi. Combatté prima questi ultimi, contrariamente ai suoi piani. Si racconta che Artoce, re degli Iberi (che abitavano su entrambe le sponde del Cyrus, ed avevano come vicini sia gli Albani, sia gli Armeni), temendo che Pompeo potesse invadere anche il suo regno, inviò al proconsole romano degli ambasciatori, in apparenza con amicizia, mentre egli stesso si apprestava ad attaccarlo. Avendo Pompeo saputo delle reali intenzioni del re iberico, decise di anticiparne i piani e passò al contrattacco. Artoce, terrorizzato dall'improvvisa avanzata, non provò neppure a dispiegare l'esercito, forte di 40000 armati. Al contrario decise di ritirarsi rapidamente oltre il fiume. Padrone del passo, muovendo da qui, conquistò l'intera regione al di qua del fiume.
Quando Artoce vide che Pompeo si apprestava a passare il Cyrus, inviò nuovamente degli ambasciatori per chiedere la pace inutilmente. Preso dallo sconforto, il re iberico fuggì verso il fiume Pelorus (probabilmente l'odierno Aragvi). Pompeo ne approfittò per inseguirlo, ed una volta raggiuntolo, riuscì a batterlo sfruttando la rapidità della sua azione. Anche questa volta Artoce riuscì a fuggire, e poco dopo richiese la pace, che Pompeo accettò.
Sottomessi pertanto gli Iberi (dove Plutarco inverte, almeno in questa fase della guerra, gli Iberi con gli Albani), Pompeo rivolse le sue mire ad occidente, dove scorreva il fiume Fasi, pensando di passare nella Colchide, discendendo questo fiume e poi raggiungendo Mitridate nel Bosforo Cimmerio, dopo essersi incontrato con la flotta del suo legatus, Publio Servilio Vatia.
Raggiungendo, quindi, la sua flotta, ordinò a Servilio di dirigersi verso Mitriadate ed attuare un blocco per mare, qualora avesse cercato di fuggire, paralizando altresì tutti i suoi rifornimenti. Intanto mosse contro gli Albani (che sembra si fossero ribellati di nuovo), ma per evitare che questi fossero lì ad attenderlo, preferì fare una deviazione in Armenia, per aggirarli e coglierli di sorpresa.
Passò, quindi, il Cyrus. Da qui continuò la sua marcia verso il fiume Cambise, e sebbene non subisse alcun danno dai nemici, fu invece il gran caldo a creare i maggiori disagi. Neppure il fiume fu di grande aiuto, essendo l'acqua freddissima e generando nei soldati romani frequenti forme di dissenteria. Pompeo però non si perse d'animo e proseguì verso un altro fiume del Caucaso, l'Abante.
Passato anche questo fiume, Pompeo seppe che Orose stava marciando contro di lui (secondo Plutarco si trattava del fratello di Orose, Cosis), e poiché desiderava avere con lo stesso uno scontro campale, decise di schierare il suo esercito. Orose, giunto dove il proconsole si era schierato, si lanciò alla carica con 60000 fanti e 12000 cavalieri (quasi tutti male equipaggiati), ma l'esito finale della battaglia arrise ancora una volta ai Romani.
(Cassio Dione Cocceiano, Storia romana, XXXVII, 4.4.)

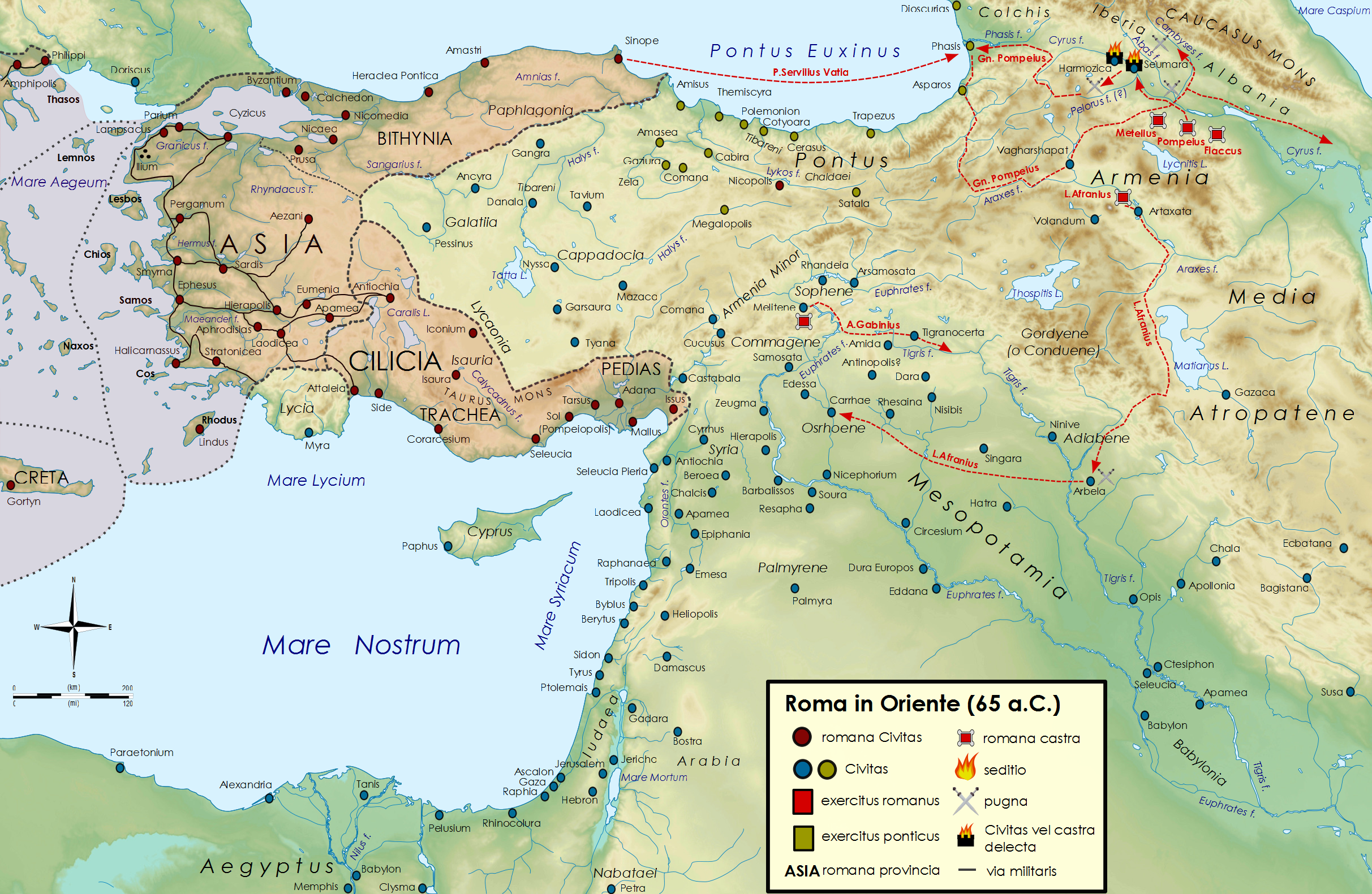
L'anno 65 a.C. della terza guerra mitridatica

Sembra, inoltre, che nello scontro fossero presenti anche le Amazzoni, dalla parte degli Albani, giunte dalle vicine montagne e dalla valle del fiume Thermodon. Dopo questi fatti Pompeo percorse i territori degli Albani in lungo e in largo, fino poi a sottometterli e concedere loro la pace. Concluse, quindi, trattati di alleanza con altre popolazioni limitrofe del Caucaso, fino al Mar Caspio.
E mentre Pompeo era intento a stipulare nuovi trattati di amicizia con le popolazioni caucasiche, vennero da lui alcuni ambasciatori del re dei Parti, allo scopo di rinnovare il trattato esistente, considerando che i vari luogotenenti del generale romano avevano sottomesso le restanti regioni di Armenia e Ponto, e Gabinio si era spinto oltre l'Eufrate fino al Tigri, generando grande apprensione nel sovrano partico Fraate III, al quale Pompeo sembra richiese la Conduene, ovvero la regione per la quale Fraate e Tigrane stavano litigando. Non ricevendo, però risposta da Fraate, inviò il suo legato Lucio Afranio a prenderne possesso (respingendo le forze partiche fino ad Arbela), per poi concederlo a Tigrane. Cassio Dione Cocceiano racconta che Afranio, mentre stava attraversando la Mesopotamia settentrionale, contrariamente ai patti conclusi con i Parti, smarrì la strada e subì molti danni (poiché l'inverno era iniziato) a causa soprattutto della mancanza di vettovaglie. E sarebbe morto, insieme al suo esercito, se gli abitanti di Carre non lo avessero accolto e poi guidato nella marcia successiva.
Fraate, pur temendo Pompeo e volendo tenerselo amico, avendo ricevuto un'ambasciata di Pompeo nella quale era abolita la formula di "Re dei re" a vantaggio del semplice "Re", si sdegnò a tal punto, quasi fosse stato privato della sua dignità regale, da minacciare lo stesso generale romano di non oltrepassare più l'Eufrate. E poiché Pompeo non gli dava alcuna risposta, Fraate marciò contro Tigrane II, accompagnato dal figlio di quest'ultimo. E se in un primo momento perse il primo scontro, nel successivo risultò vincitore.
Fu così che Tigrane padre chiamò Pompeo in suo aiuto, mentre Fraate inviò ambasciatori al generale romano, muovendo gravi accuse al rivale, come pure agli stessi Romani. Ciò indusse Pompeo a riflettere, preferendo non intervenire in questa contesa, per evitare che a causa della brama di conquista, potesse perdere quelle appena fatte a causa della potenza militare partica, tanto più che Mitridate non era stato ancora sconfitto definitivamente. Pompeo accampò, quindi, come scusa ai suoi che lo spingevano ad una nuova avventura militare, che non pensava di combattere i Parti senza un decreto del Senato. Fu così che il generale romano si offrì invece di fare da pacere tra i due contendenti, inviando loro tre arbitri, poiché riteneva si trattasse di una mera questione di confini tra i due regni. Fraate e Tigrane II accettarono la proposta di Pompeo e si riconciliarono, poiché entrambi sapevano che una sconfitta, o l'annientamento di uno dei due, avrebbe solo favorito i Romani. Erano consapevoli che solo la loro sopravvivenza o una comune e futura alleanza avrebbe potuto fermare l'avanzata romana in Oriente. E così Pompeo, dopo questi accordi, poté ritirarsi in Aspide (Aspis o Anaitis) durante l'inverno.

#### 64 a.C.

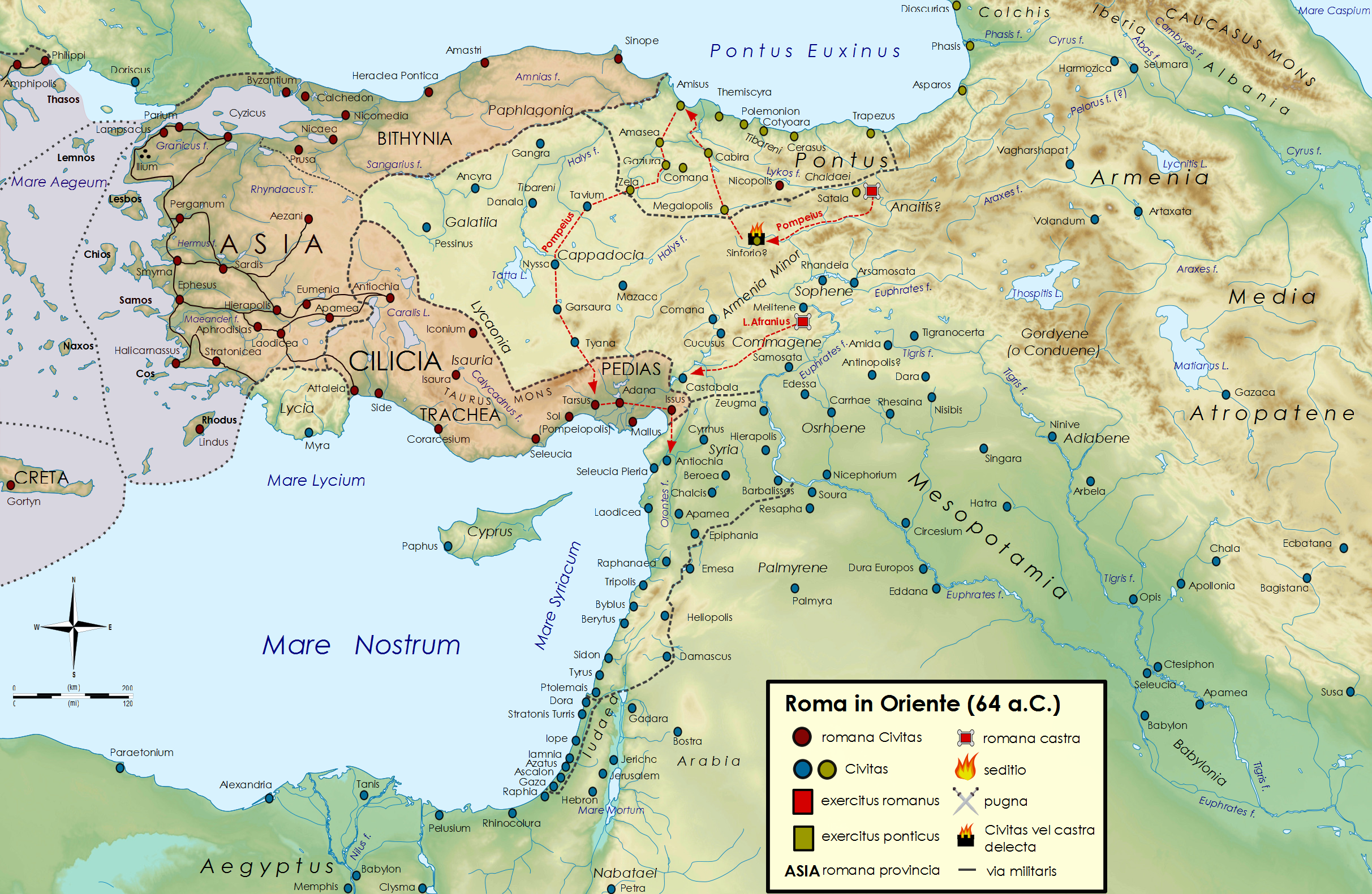
L'anno 64 a.C. della terza guerra mitridatica

Nel corso di questo inverno Pompeo ridusse in suo potere altre regioni che in precedenza ancora gli resistevano, vicine all'Aspide, compresa la fortezza di Sinforio (Armenia Minore, oggi Çayıryolu nel distretto di Bayburt), grazie al tradimento di Stratonice, moglie di Mitridate, che permise ai Romani di entrarvi. Costei era adirata verso il marito, che l'aveva abbandonata lì. Si racconta anche che un enorme tesoro fu dalla stessa consegnato al proconsole romano, poi portato in trionfo per adornare i templi di Roma. In seguito anche il re degli Iberi donò a Pompeo un giaciglio, un tavolo ed un trono. Occupò quindi la fortezza di Caenum dove si racconta furono trovati dei documenti privati del re del Ponto, in cui si raccontavano i suoi omicidi (tra cui quelle del figlio Ariarate), i sogni e le responsabilità dei vespri asiatici. Si recò quindi ad Amiso dove ricevette doni ed ambasciatori di dodici principi o re barbari. Fece, quindi, da arbitro e regolò gli affari di diversi principi e re, che allo stesso si erano rivolti. Diede, quindi, una sistemazione alla Celesiria ed alla Fenicia, che da poco si erano liberate dei loro re, ed avevano subito danni dagli Arabi e da Tigrane.
Avanzò, poi, dando lungo strada sepoltura ai soldati di Triario, caduti in battaglia contro Mitriadate qualche anno prima, raggiunse quindi i territori della Cilicia che non erano ancora sotto il dominio romano e li occupò. Frattanto il suo legatus Afranio aveva sottomesso gli Arabi della zona di Amanus. L'obbiettivo strategico generale era quello di raggiungere il Mar Rosso, occupando sulla strada tutti i territori compresi tra questo mare e quello d'Ircania. La stessa cosa fece con i territori della vicina Siria fino all'Eufrate (compresa la Coele, la Phoenicia, la Palestina, l'Idumea e l'Iturea), non solo non attribuendoli ad Antioco XIII (figlio di Antioco X), ma organizzandoli in provincia romana. E non che ciò fosse dovuto a qualche comportamento sbagliato di Antioco, ma semplicemente poiché, avendo battuto Tigrane, che a suo tempo aveva sottratto questi territori ai Seleucidi, ora appartenevano alla Repubblica romana.
Intanto Mitridate, che non voleva darsi per vinto, tanto più che Pompeo si era fermato in Siria, aveva completato il suo percorso attorno al Ponto Eusino ed aveva occupato la città di Panticapaeum. Ma molti alleati cominciarono ad abbandonarlo, tanto che l'ex-sovrano del Ponto divenne sempre più sospettoso, fino a punirne alcuni, altri facendoli arrestare. Si spinse fino a far sgozzare alcuni dei suoi stessi figli. Si racconta infatti che mise a morte il più giovane dei suoi figli, Sifare, a causa di un litigio con la madre del ragazzo, la quale voleva proteggerlo, poiché aveva barattato con lo stesso Pompeo i tesori di Mitridate in cambio della salvezza del figlio.

#### 63 a.C.
Il sovrano del Ponto decise, poi, di inviare degli ambasciatori a Pompeo, che si trovava ancora in Siria e non immaginava dove fosse il re. Mitridate prometteva dei regali ai Romani, qualora gli fosse permesso di tornare nel regno paterno. Pompeo allora chiese che fosse lo stesso re a recarsi di persona dal proconsole romano a farne richiesta, come in precedenza aveva fatto Tigrane. Mitridate rispose che avrebbe inviato al suo posto, figli ed amici. E mentre rispondeva in questo modo, continuava ad arruolare ed armare un nuovo esercito, persino con schiavi e liberti, costruendo nuove armi, producendo proiettili e macchine d'assedio, e riscuotendo tributi anche con la forza. Sembra anche che soffrisse di ulcera.
Quando si riprese dalla malattia, ora che era stato arruolato un grande esercito (stimato in 60 coorti di 6000 armati ciascuna, compresa una moltitudine di altre truppe, oltre a navi e fortezze catturate dai suoi generali mentre lui era malato), ne inviò una parte a Phanagoria, al fine di impossessarsi dello stretto compreso tra questa città e Panticapaeum, mentre Pompeo si trovava ancora in Siria. Appiano racconta che nella città erano presenti sei dei suoi figli, i quali furono tutti catturati. La presa della città indusse però alcune città circostanti a ribellarsi all'ex-sovrano del Ponto: Chersonesus, Theodosia, Nymphaeum ed altre ancora. Mitridate, resosi conto delle continue defezioni e che il suo stesso esercito non gli era più totalmente fedele (forse anche per avergli imposto una leva obbligatoria e tassazioni troppo elevate), comprese che i soldati avevano ormai scarsa fiducia nel loro comandante. Prese allora la decisione di dare in sposa alcune delle sue figlie a principi alleati tra gli Sciti, chiedendo loro di inviargli nuovi rinforzi il più rapidamente possibile. Ma la sfortuna volle che i 500 soldati che accompagnavano le figlie, decisero di uccidere tutti i dignitari, eunuchi compresi, e di condurre le giovani donne a Pompeo.

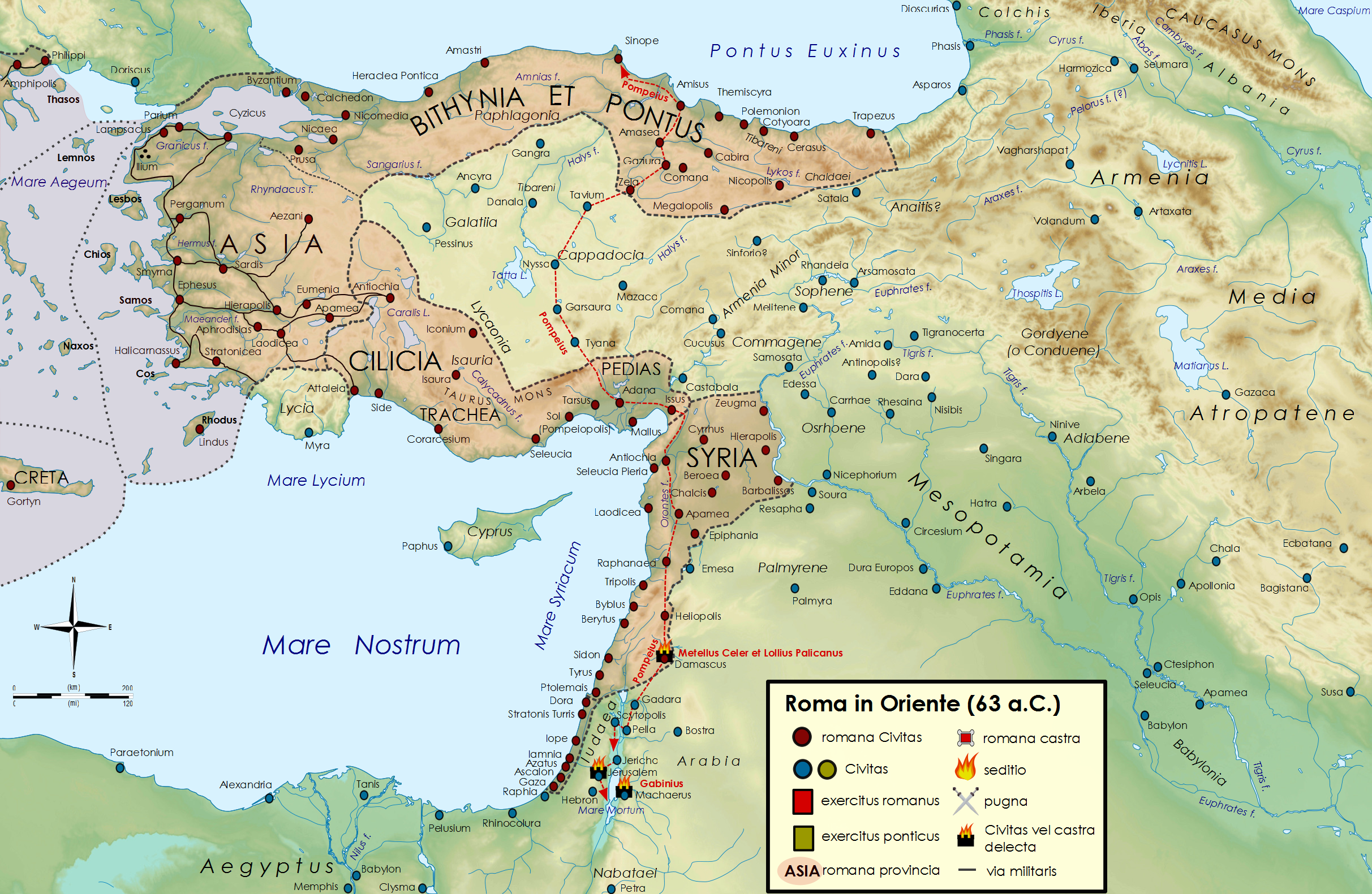
L'anno 63 a.C. della terza guerra mitridatica

Dopo questi fatti, sebbene fosse stato privato di numerose fortezze, del suo stesso regno, di un esercito adeguato per la guerra che avrebbe voluto condurre, dell'aiuto degli Sciti, ancora covava la speranza di condurre una nuova guerra contro Roma, grazie alla possibile alleanza con i Galli, con i quali aveva instaurato già da tempo rapporti di amicizia. Concepì, quindi, il disegno strategico di invadere insieme agli alleati galli l'Italia, passando prima attraverso la Scizia e poi seguendo il Danubio superiore, sperando poi, che molte delle popolazioni italiche, si alleassero a lui in odio ai Romani, come era accaduto durante la seconda guerra punica ad Annibale, dopo che i Romani avevano mosso guerra contro di lui in Spagna. Sapeva, inoltre, che quasi tutta l'Italia si era ribellata ai Romani in due occasioni negli ultimi trent'anni: al tempo della guerra sociale del 90-88 a.C. e nella recente guerra servile del gladiatore Spartaco, degli anni 73-71 a.C.. L'idea però non piacque ai suoi soldati, per la grandezza dell'operazione e per la distanza da compiere della spedizione, reputando che Mitridate fosse:
(Appiano di Alessandria, Guerre mitridatiche, 109.)
Frattanto Farnace, il figlio prediletto, che Mitridate aveva designato come suo successore, preoccupato per la spedizione paterna in Italia che gli avrebbe definitivamente negato il perdono da parte dei Romani (con un possibile ritorno sul trono del Ponto), formò una congiura contro il padre, che però fu scoperta. Tutti i congiurati furono messi a morte, tranne il figlio che invece fu perdonato. Ma quest'ultimo temendo la collera paterna, cominciò a spargere la voce di quali sventure sarebbero andati incontro, nel caso in cui avessero seguito il padre nella sua folle impresa di raggiungere il suolo italico. Molti cominciarono a disertare, temendo l'ennesimo fallimento, compresa la flotta che serviva per il trasporto iniziale. Mitridate, avendo intuito che qualcosa era cambiato, inviò alcuni messaggeri per essere informato su quanto stava accadendo, ricevendo la formale richiesta di lasciare definitivamente il regno in mano al giovane figlio, Farnace, tanto più che aveva commesso numerosi ed orribili omicidi a danno dei suoi stessi figli, dei suoi stessi amici e generali.
(Cassio Dione Cocceiano, Storia romana, XXXVII, 12.2.)
Mitridate, assediato dalle forze del figlio a Panticapaeum, fuori di sé per la collera, temendo inoltre di essere consegnato ai Romani, prima uccise le mogli e i figli rimasti, poi tentò di uccidersi con del veleno, a cui risultò però immune. Alla fine si diede, secondo Appiano e Livio, la morte grazie ad un generale dei Galli di nome Bituito, che lo aiutò a trafiggersi con la spada. Secondo Dione fu invece ucciso dai soldati del figlio Farnace. Questa fu la fine del re del Ponto, che combatté Roma per quasi trent'anni.

## Conseguenze

### Reazioni immediate

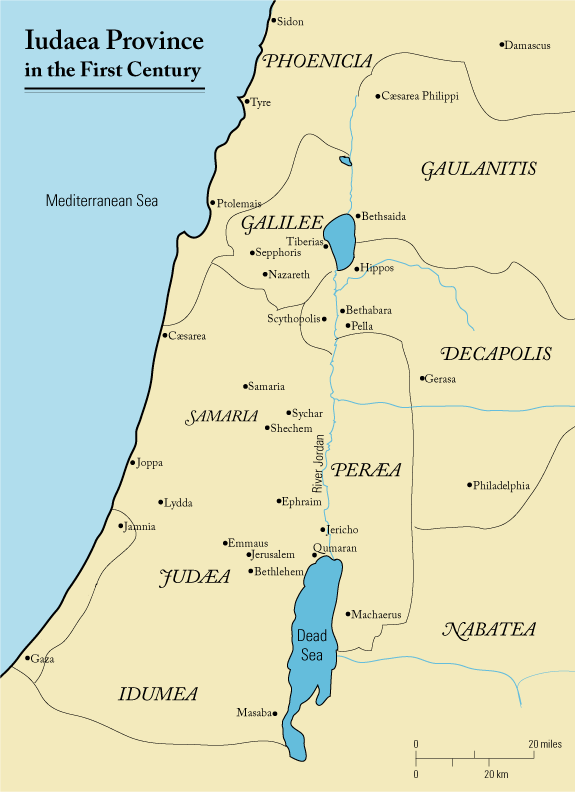
Mappa dei territori attorno alla Giudea ed alla Nabatea.

Quando i Romani vennero a sapere della morte di Mitridate, proclamarono numerosi festeggiamenti, considerandolo un nemico che tanti problemi aveva dato alla Repubblica romana. Pompeo, abbandonò il teatro delle operazioni contro gli Arabi e si recò ad Amiso (secondo Plutarco) o Sinope (secondo Dione), dove tròvò numerosi regali di Farnace, il figlio del "grande re del Ponto", il quale gli aveva anche inviato il cadavere imbalsamato del padre con una trireme, insieme con le persone che avevano catturato Manio, oltre a molti ostaggi, greci e barbari, e chiese che gli fosse consentito di governare il regno paterno del Ponto, oppure il solo Bosforo, che suo fratello Macare, aveva ricevuto in dono da Mitridate.
Pompeo predispose il funerale del grande re, disponendo che fosse seppellito in modo regale nelle tombe dei re di Sinope, poiché lui stesso ammirava i suoi grandi successi e lo considerava il più grande re del suo tempo. Farnace, avendo evitato all'Italia nuovi problemi, venne dichiarato ufficialmente "amico e alleato dei Romani", e gli fu donato il regno del Bosforo, esclusa Phanagoria, i cui abitanti rimasero liberi e indipendenti, poiché erano stati i primi a resistere a Mitridate e avevano contribuito ad innescare la rivolta in tante altre città e genti, causandone il suo crollo finale.
Morto quindi Mitridate, Pompeo, che aveva portato a termine la guerra contro gli arabi Nabatei della città di Petra, il cui re si chiamava Areta III, condusse fino alla conclusione anche quella contro i Giudei (il cui re, Aristobulo II, si era ribellato), fino a quando non ne catturò la città santa di Gerusalemme. Si racconta, infatti, che il generale romano attaccò per primo Areta, che per anni aveva arrecato gravi danni alla vicina Siria. Lo sconfisse ripetutamente, insieme ai suoi alleati e lasciò un presidio armato in questa regione. Poi si rivolse contro i Giudei, riuscendo a battere anche questi.
Terminata la guerra in Giudea, affidò il regno ad Ircano, che si era dimostrato un affidabile alleato, mentre Aristobulo fu portato via ed utilizzato più tardi per il suo trionfo. A Gerusalemme ed alla regione intorno impose il pagamento di un tributo.
Creò la nuova provincia di Siria nel 63 a.C., partendo dalla regione della Celesiria. Della Giudea ne fece uno regno cliente o protettorato romano. Ricostruì Gadara, che era stata distrutta dai Giudei. Proclamò libere dai Giudei, le città di Ippo (Sussita in aramaico), Scitopoli, Pella, Samaria, Iamnia, Marisa, Azoto, Aretusa, Gaza, Ioppe, Dora e Torre di Stratone, per poi aggregarle alla nuova provincia di Siria, a cui diede come governatore Emilio Scauro con due legioni.

### Impatto sulla storia

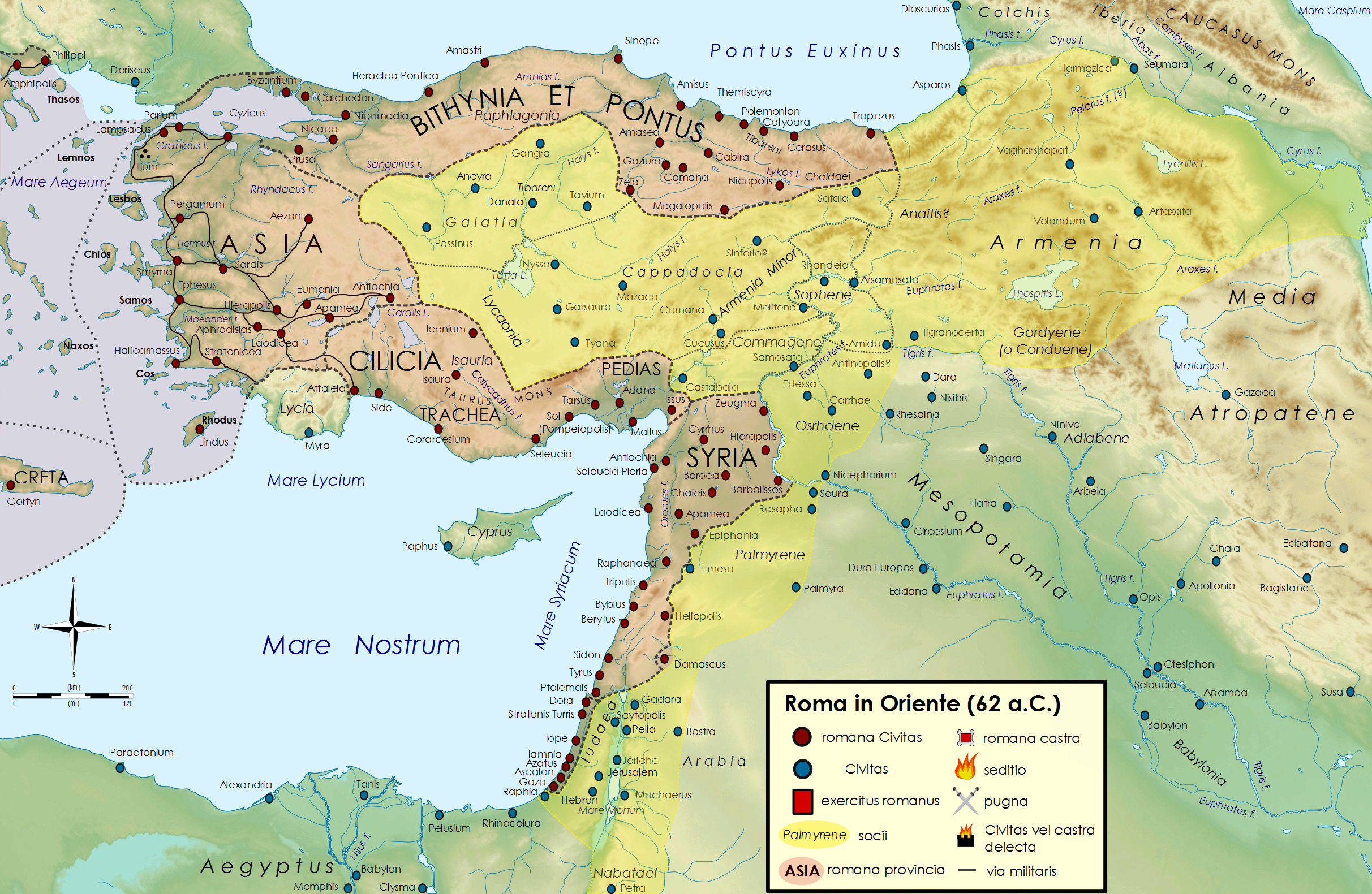
L'anno 62 a.C. della terza guerra mitridatica

Pompeo, tornato quindi in Siria, dopo l'ultima campagna militare, si apprestò a riorganizzare l'intero Oriente romano, gestendo al meglio le alleanze che vi gravitavano attorno (si veda Regno cliente). Passò quindi dalla Siria in Cilicia, poi nel Ponto, poi in Asia e Grecia, pronto a far rientro in Italia.
Nella nuova riorganizzazione, lasciò a Tigrane II l'Armenia; a Farnace il Bosforo; ad Ariobarzane la Cappadocia ed alcuni territori limitrofi; ad Antioco di Commagene aggiunse Seleucia e parti della Mesopotamia che aveva conquistato; a Deiotaro, tetrarca della Galazia, aggiunse i territori dell'Armenia Minore, confinanti con la Cappadocia; fece di Attalo il principe di Paflagonia e di Aristarco quello della Colchide; nominò Archelao sacerdote della dea venerata a Comana; ed infine fece di Castore di Phanagoria, un fedele alleato e amico del popolo romano.
Il proconsole romano decise, inoltre, di fondare alcune nuove città (sembra otto, secondo Cassio Dione Cocceiano), come Nicopoli in Armenia Minore, chiamata così in ricordo della vittoria ottenuta su Mitridate; poi Eupatoria, costruita dal re pontico ed intitolata a sé stesso, ma poi distrutta perché aveva ospitato i Romani, che Pompeo ricostruì e rinominò Magnopolis. In Cappadocia ricostruì Mazaca, che era stata completamente distrutta dalla guerra. Restaurò poi molte altre città in molte regioni, che erano state distrutte o danneggiate, nel Ponto, in Palestina, Siria Coele ed in Cilicia, dove aveva combattuto la maggior parte dei pirati, e dove la città, in precedenza chiamata Soli, fu ribattezzata Pompeiopolis.
Con l'inverno del 63-62 a.C. Pompeo, dopo essersi procurato un grandissimo bottino dalle campagne di questi anni, distribuì donativa all'esercito pari a 1500 dracme attiche per ciascun soldato, ed in proporzione agli ufficiali, il tutto per un costo complessivo di 16000 talenti. Poi si recò ad Efeso, dove s'imbarcò per l'Italia e quindi per Roma (autunno del 62 a.C.). Sbarcato a Brindisi congedò i suoi soldati e li rimandò alle loro case, senza attendere il decreto del Senato e del popolo. Mentre si avvicinava alla capitale fu accolto da continue processioni di gente di ogni età, compresi i senatori, tutti ammirati per la sua incredibile vittoria conseguita contro un nemico tanto temibile ed irriducibile come Mitridate, e, allo stesso tempo, avendo portato così tante nazioni ad essere poste sotto il controllo romano, estendendo i confini repubblicani fino all'Eufrate. Per questi successi il Senato gli decretò il meritato trionfo il 29 settembre del 61 a.C. (durato due intere giornate) e fu acclamato da tutta l'assemblea con il nome di Magnus.
(Appiano di Alessandria, Guerre mitridatiche, 116-117.)
(Plutarco, Vita di Pompeo, 45.2-5.)

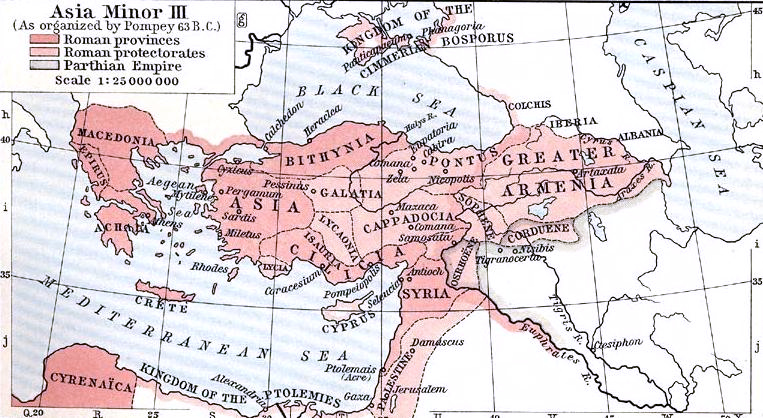
I domini romani orientali ed i regni clienti alleati a Roma nel 63 a.C..

Pompeo non solo era riuscito a sconfiggere Mitridate nel 63 a.C., ma anche a battere Tigrane II, con cui in seguito fissò dei trattati. Pompeo impose una riorganizzazione generale ai re delle nuove province orientali, tenendo intelligentemente conto dei fattori geografici e politici connessi alla creazione di una nuova frontiera di Roma in oriente. Le ultime campagne militari avevano così ridotto il Ponto, la Cilicia campestre, la Siria (Fenicia, Coele e Palestina) a nuove province romane, mentre Gerusalemme era stata conquistata. Damasco invece fu restituita agli Arabi, che giunsero a controllare così tutte le vie d'accesso alla Siria sul lato orientale. La provincia d'Asia era stata a sua volta ampliata, sembra aggiungendo Frigia, parte della Misia adiacente alla Frigia, in aggiunta a Lidia, Caria e Ionia. Il Ponto fu quindi aggregato alla Bitinia, venendo così a formare un'unica provincia di Ponto e Bitinia. A ciò si aggiungeva un nuovo sistema di regni clienti, tra cui il Regno d'Armenia di Tigrane II, il Regno del Bosforo di Farnace, il Regno di Cappadocia, la Commagene, il Regno di Galazia, la Paflagonia, la Colchide.